# Belgien beim Eurovision Song Contest
Teilnehmende Rundfunkanstalt
, 
Erste Teilnahme
1956
Anzahl der Teilnahmen
66 (Stand 2025)
Höchste Platzierung
1 (1986)
Höchste Punktzahl
363 (2017)
Niedrigste Punktzahl
0 (1962, 1965)
Punkteschnitt (seit erstem Beitrag)
48,65 (Stand 2021)
Punkteschnitt pro abstimmendem Land im 12-Punkte-System
1,92 (Stand 2021)
Dieser Artikel befasst sich mit der Geschichte Belgiens als Teilnehmer am Eurovision Song Contest.

## Regelmäßigkeit der Teilnahme und Erfolge im Wettbewerb

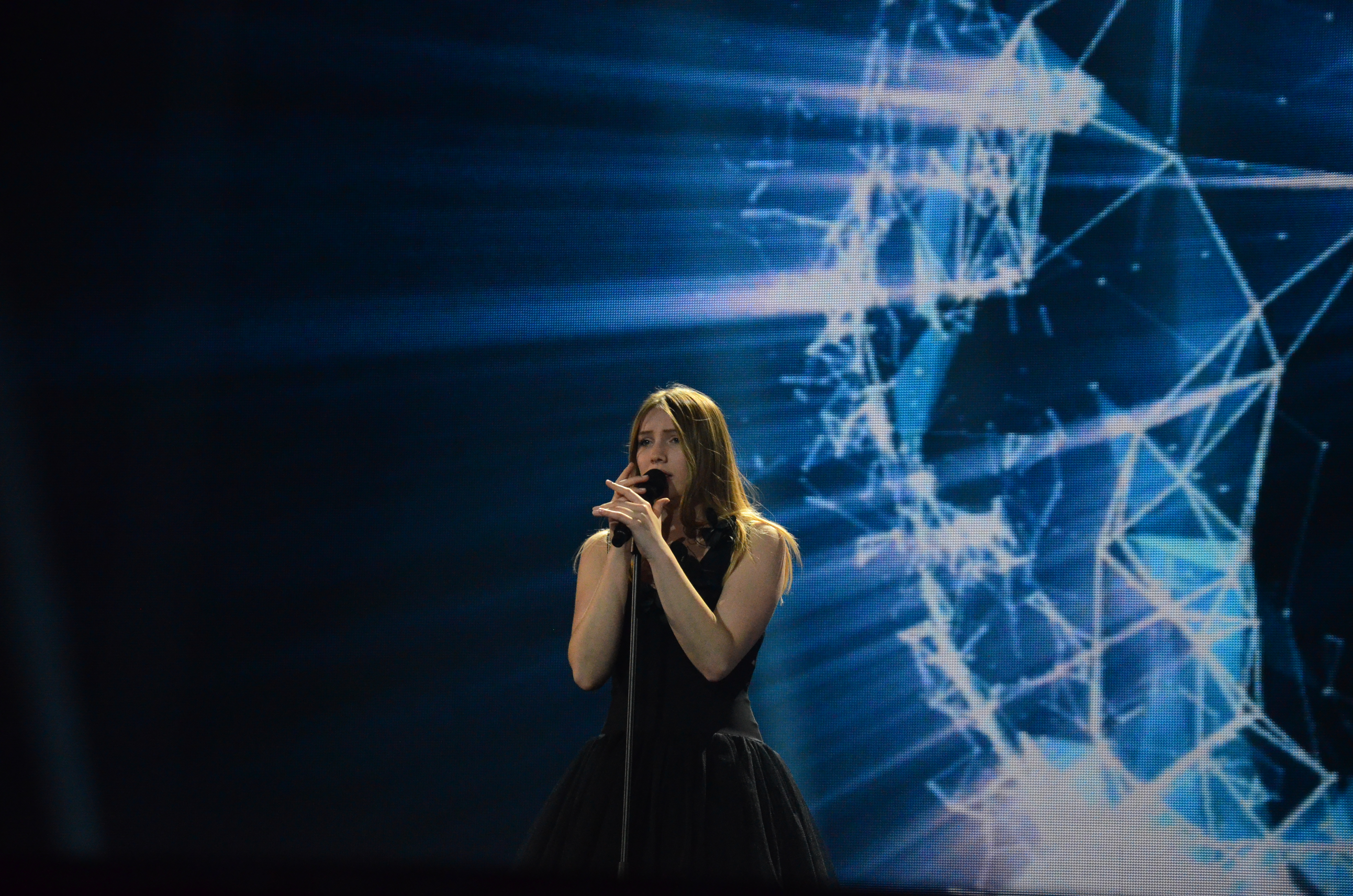
Blanche holte 2017 Belgiens bisher höchste Punktzahl

Belgien nahm bereits am ersten Eurovision Song Contest im Jahr 1956 teil. Allerdings wurden, abgesehen vom Schweizer Sieg, die restlichen Platzierungen nie bekannt gegeben. Von 1957 bis 1965 war Belgien wenig erfolgreich. Insgesamt holte das Land in dem Zeitraum viele unterdurchschnittliche Plätze. Dazu kommen drei letzte Plätze 1961, 1962 und 1965. Auch wenn diese letzten Plätze immer mit weiteren Ländern geteilt wurden. Bester Platz in diesem Zeitraum war Platz 5 bei zehn Teilnehmern 1958.
Von 1966 bis 1969 war Belgien dann ziemlich erfolgreich und erreichte jeweils Plätze in der oberen Hälfte des Teilnehmerfelds. Auch 1970 wurde ein Platz unter den besten Zehn mit Platz 8 geholt. Allerdings war das gemessen an der Teilnehmerzahl von zwölf Ländern ein eher durchschnittlicher Platz. Auch die Jahre danach war Belgien weniger erfolgreich. 1971 gab es mit Platz 14 wieder nur einen durchschnittlichen Platz. 1972 wurde Belgien dann Vorletzter und 1973 wurde das Land erneut Letzter. 1974 gab es mit Platz 9 wieder einen Platz unter den besten Zehn. Danach folgte 1975 wieder nur Platz 15. Von 1976 bis 1978 war Belgien dann erfolgreicher und holte wieder nur Platzierungen unter den besten Zehn. 1978 wurde Belgien sogar Zweiter. 1979 landete Belgien allerdings auf dem geteilten letzten Platz.
Ab 1980 sind Schwankungen in Belgiens Platzierungen beim ESC zu verzeichnen. 1980 und 1983 wurde das Land Drittletzter, 1981 gab es Platz 13 und 1982 und 1984 gab es jeweils einen Platz unter den besten fünf mit Platz 4 und 5. 1985 wurde Belgien dann alleiniger Letzter. Überraschend kam dann der Sieg 1986 mit der damals 13-jährigen Sandra Kim und ihrem Lied J’aime la vie. Allerdings war das erstmal der letzte Erfolg für Belgien für einen langen Zeitraum und es blieb bis heute auch der einzige Sieg Belgiens im Wettbewerb.
Von 1987 bis 1992 erreichte Belgien nur noch Platzierungen im mittleren oder unteren Teil der Tabelle. 1993 wurde Belgien dann bereits zum siebten Mal Letzter. Durch die damaligen Regeln durfte Belgien dementsprechend 1994 nicht teilnehmen und fehlte somit nach 38 Jahren zum ersten Mal in der Geschichte des Wettbewerbs. Aber auch die Rückkehr 1995 war wenig erfolgreich. Belgien erreichte nur Platz 20 von 23 Teilnehmern. Auch 1996 gab es nur Platz 16, sodass Belgien 1997 wieder nicht teilnehmen durfte. 1998 war die Rückkehr allerdings erfolgreich. Mélanie Cohl erreichte Platz 6 und die damit beste Platzierung seit dem Sieg 1986. 1999 gab es dann mit Platz 12 eher wieder einen durchschnittlichen Platz. Im Jahr 2000 wurde Belgien dann schon wieder Letzter, so dass das Land 2001 nicht teilnehmen durfte. Bei der Rückkehr 2002 gab es dann mit Platz 13 wieder einen durchschnittlichen Platz. 2003 gab es dementsprechend überraschend den zweiten Platz. Es fehlten sogar nur drei Punkte zum Sieg.
2004, bei der Einführung der Halbfinals, erreichte Belgien zwar das Finale, konnte aber, ähnlich wie die Niederlande, nur einen Platz im hinteren Teil der Tabelle einfahren. Von 2005 bis 2009 nahm Belgien zwar jedes Jahr teil, konnte sich aber nie für das Finale qualifizieren. Im Halbfinale landete das Land auch immer nur auf den hinteren Plätzen. 2010 konnte dann mit Tom Dice das erste Mal seit sechs Jahren wieder ein Finale erreicht werden. Belgien gewann sogar das Halbfinale und erreichte im Finale Platz 6. 2011 und 2012 konnte das Land sich dann allerdings wieder nicht für das Finale qualifizieren. 2011 fehlten allerdings nur zwei Punkte zur Qualifikation für das Finale. 2013 konnte Belgien dann wieder das Finale erreichen und holte mit Platz 12 ein für Belgien gutes Ergebnis. 2014 scheiterte Belgien dann allerdings wieder im Halbfinale. Die nächsten drei Jahre war Belgien allerdings dann sehr erfolgreich.
Von 2015 bis 2017 konnte Belgien sich jedes Jahr für das Finale qualifizieren und holte in jedem Jahr eine Platzierung unter den besten Zehn. 2015 und 2017 holte Belgien jeweils Platz 4 und 2016 Platz 10. 2017 wurde mit 363 sogar die höchste Punktzahl Belgiens bisher geholt, nachdem 2015 mit 217 bereits ein neuer Punkterekord aufgestellt wurde. Nach diesen drei erfolgreichen Jahren konnte Belgien sich 2018 allerdings zum ersten Mal seit 2014 nicht für das Finale qualifizieren. Auch 2019 wurde das Finale verpasst. 2021 gelang dann erstmals nach 2017 wieder die Finalqualifikation. Am Ende stand für die Band Hooverphonic Platz 19 zu buche. Auch 2022 konnte man sich für das Finale qualifizieren und erreichte im Finale mit Platz 19 dasselbe Ergebnis wie im Vorjahr. 2023 zog man erneut in das Finale ein und holte mit Platz 7 zum ersten Mal seit 2017 wieder eine Platzierung unter den ersten Zehn. 2024 hingegen scheiterte Belgien zum ersten Mal seit 2019 wieder an einer Finalqualifikation. Auch 2025 verfehlte der Beitrag von Red Sebastian das Finale für Belgien.
Demnach landeten 19 der 66 Beiträge in der linken Tabellenhälfte. Mit acht letzten Plätzen gehört Belgien zu den Ländern, die am häufigsten auf dem letzten Platz landeten. Insgesamt verpasste Belgien auch zwölfmal (mit Irland und Nordmazedonien) den Finaleinzug. Dennoch konnte das Land 1986 den Wettbewerb gewinnen. Zudem erzielte das Land einige Platzierungen unter den ersten Zehn. Somit gehört Belgien zu den eher durchschnittlich erfolgreichen Ländern im Wettbewerb. Mit 66 Teilnahmen zählt Belgien zu den am längsten teilnehmenden Ländern im Wettbewerb. Das Land setzte bisher noch nie freiwillig aus und musste nur 1994, 1997 und 2001 pausieren.

## Fernsehsender
Die beiden belgischen Fernsehsender, die französischsprachige RTBF und das niederländischsprachige VRT, wechseln sich jährlich mit der Teilnahme ab, der Wettbewerb wird jedoch jedes Jahr von beiden Sendern mit Kommentar in der jeweiligen Sprache ausgestrahlt. Die erste Teilnahme fiel 1956 dem wallonischen Sender zu, seitdem wurde der Wechsel ständig durchgehalten. War Belgien wie z. B. 1994 aufgrund eines schlechten Vorjahresergebnisses durch den flämischen Sender nicht zur Teilnahme berechtigt, so kam der französische Sender erst 1995 zum Zug.
Insgesamt ist RTBF aber im Vergleich zu VRT deutlich erfolgreicher: nicht nur der einzige Sieg 1986 geht auf das Konto des französischsprachigen Senders, sondern auch die beiden zweiten Plätze 1978 und 2003. Die höchsten Platzierungen des flämischen Senders sind der sechste Platz 2010 und die siebten Plätze 1967, 1969, 1977 und 2023. Zudem finden sich unter den acht letzten Plätzen nur zwei Beiträge von RTBF, nämlich 1962 und 2000. Vor dem sechsten Platz im Jahre 2010 hatte es seit mehr als 30 Jahren keine flämische Platzierung unter den ersten Zehn gegeben, 1977 erreichte die Gruppe Dream Express den siebten Platz. Andererseits schaffte es von 2005 bis 2009 sowie von 2011 und 2012 keiner der beiden Sender, sich für das Finale zu qualifizieren. Dies änderte sich erst 2010 mit einem Beitrag des VRT. 2013 konnte RTBF sich für dieses aber qualifizieren und erreichte einen zwölften Platz. Während VRT 2014 wieder an der Qualifikation scheiterte, konnte 2015 RTBF wieder das Finale und das beste Ergebnis seit Jahren erreicht werden: ein vierter Platz mit 217 Punkten. Im Jahr darauf erreichte der flämische Sender mit dem zehnten Platz eines seiner besten Ergebnisse. 2017 gelang RTBF zum zweiten Mal in Folge ein Rang in den Top 10 mit wieder einem vierten Platz sowie der höchsten Punktzahl Belgiens allerzeiten. VRT scheiterte 2018 dann wieder an der Finalqualifikation, ebenso aber auch RTBF 2019 zum ersten Mal seit 2011. 2021 gelang VRT dann erstmals seit 2016 wieder die Finalqualifikation.

## Liste der Beiträge
Farblegende:
– 1. Platz. 
– 2. Platz. 
– 3. Platz. 
– Punktgleichheit mit dem letzten Platz.
– ausgeschieden im Halbfinale/in der Qualifikation/im osteuropäischen Vorentscheid.
– keine Teilnahme/nicht qualifiziert.
– Absage des Eurovision Song Contests.
| Jahr | Interpret                     | Titel Musik (M) und Text (T) | Sprache                  | Übersetzung                      | Finale                                           | Finale                                           | Halbfinale/ Qualifikation                        | Halbfinale/ Qualifikation                        | Nationaler Vorentscheid                                             |
| Jahr | Interpret                     | Titel Musik (M) und Text (T) | Sprache                  | Übersetzung                      | Platz                                            | Punkte                                           | Platz                                            | Punkte                                           | Nationaler Vorentscheid                                             |
| ---- | ----------------------------- | --- | ------------------------ | -------------------------------- | ------------------------------------------------ | ------------------------------------------------ | ------------------------------------------------ | ------------------------------------------------ | ------------------------------------------------------------------- |
| 1956 | Mony Marc                     | Le plus beau jour de ma vie M: Claude Alix; T: David Bee                                                                                      | Französisch              | Der schönste Tag meines Lebens   | k. A. / 14                                       | k. A.                                            | Kein Halbfinale ausgetragen                      | Kein Halbfinale ausgetragen                      | interne Auswahl                                                     |
| 1956 | Fud Leclerc                   | Messieurs les noyés de la Seine M: Jean Miret, Jacques Say; T: Robert Montal                                                                  | Französisch              | Ihr ertrunkenen Herren der Seine | k. A. / 14                                       | k. A.                                            | Kein Halbfinale ausgetragen                      | Kein Halbfinale ausgetragen                      | interne Auswahl                                                     |
| 1957 | Bobbejaan Schoepen            | Straatdeuntje M: Harry Frekin; T: Eric Franssen                                                                                               | Niederländisch           | Straßenmelodie                   | 8 / 10                                           | 5                                                | Kein Halbfinale ausgetragen                      | Kein Halbfinale ausgetragen                      | interne Auswahl                                                     |
| 1958 | Fud Leclerc                   | Ma petite chatte M/T: André Dohet | Französisch              | Mein kleiner Schatz              | 5 / 10                                           | 8                                                | Kein Halbfinale ausgetragen                      | Kein Halbfinale ausgetragen                      | Grand Prix Eurovision de la Chanson Européenne: Demi-Finale Belge   |
| 1959 | Bob Benny                     | Hou toch van mij M: Hans Flower; T: Ke Riema                                                                                                  | Niederländisch           | So liebe mich doch               | 6 / 11                                           | 9                                                | Kein Halbfinale ausgetragen                      | Kein Halbfinale ausgetragen                      | Grote Eurovisie Prijs van het Europese Lied                         |
| 1960 | Fud Leclerc                   | Mon amour pour toi M: Jack Say; T: Robert Montal                                                                                              | Französisch              | Meine Liebe für Dich             | 6 / 13                                           | 9                                                | Kein Halbfinale ausgetragen                      | Kein Halbfinale ausgetragen                      | Finale Belge pour le Grand Prix Eurovision de la Chanson Européenne |
| 1961 | Bob Benny                     | September, gouden roos M: Hans Flower; T: Wim Brabants                                                                                        | Niederländisch           | September, du goldene Rose       | 15 / 16                                          | 1                                                | Kein Halbfinale ausgetragen                      | Kein Halbfinale ausgetragen                      | Finale van de Belgische Bijdrage tot het Eurovisiesongfestival      |
| 1962 | Fud Leclerc                   | Ton nom M: Eric Channe; T: Tony Golan | Französisch              | Dein Name                        | 13 / 16                                          | 0                                                | Kein Halbfinale ausgetragen                      | Kein Halbfinale ausgetragen                      | Finale Belge du Grand Prix Eurovision 1962 de la Chanson Européenne |
| 1963 | Jacques Raymond               | Waarom M: Hans Flower; T: Wim Brabants | Niederländisch           | Warum                            | 10 / 16                                          | 4                                                | Kein Halbfinale ausgetragen                      | Kein Halbfinale ausgetragen                      | Canzonissima 1963                                                   |
| 1964 | Robert Cogoi                  | Près de ma rivière M: Robert Cogoi | Französisch              | Nahe bei meinem Fluss            | 10 / 16                                          | 2                                                | Kein Halbfinale ausgetragen                      | Kein Halbfinale ausgetragen                      | interne Auswahl                                                     |
| 1965 | Lize Marke                    | Als het weer lente is M: Jef van den Berg; T: Jaak Dreesen                                                                                    | Niederländisch           | Wenn es wieder Frühling ist      | 15 / 18                                          | 0                                                | Kein Halbfinale ausgetragen                      | Kein Halbfinale ausgetragen                      | Nationale Finale Songfestival                                       |
| 1966 | Tonia                         | Un peu de poivre, un peu de sel M: Paul Quintens; T: Phil van Cauwenbergh                                                                     | Französisch              | Etwas Pfeffer, etwas Salz        | 4 / 18                                           | 18                                               | Kein Halbfinale ausgetragen                      | Kein Halbfinale ausgetragen                      | Avant-première Eurovision 1966                                      |
| 1967 | Louis Neefs                   | Ik heb zorgen M: Paul Quintens; T: Phil van Cauwenbergh                                                                                       | Niederländisch           | Ich habe Sorgen                  | 7 / 17                                           | 8                                                | Kein Halbfinale ausgetragen                      | Kein Halbfinale ausgetragen                      | Canzonissima 1967                                                   |
| 1968 | Claude Lombard                | Quand tu reviendras M: Jo van Wetter; T: Roland Dero                                                                                          | Französisch              | Wenn du wiederkommst             | 7 / 17                                           | 8                                                | Kein Halbfinale ausgetragen                      | Kein Halbfinale ausgetragen                      | Avante-Première Eurovision 1968                                     |
| 1969 | Louis Neefs                   | Jennifer Jennings M: Paul Quintens; T: Phil van Cauwenbergh                                                                                   | Niederländisch           | –                                | 7 / 16                                           | 10                                               | Kein Halbfinale ausgetragen                      | Kein Halbfinale ausgetragen                      | Nationale Finale Eurovisiesongfestival                              |
| 1970 | Jean Vallée                   | Viens l’oublier M/T: Jean Vallée | Französisch              | Komm und vergiss ihn             | 8 / 12                                           | 5                                                | Kein Halbfinale ausgetragen                      | Kein Halbfinale ausgetragen                      | Chansons Euro '70                                                   |
| 1971 | Jacques Raymond & Lily Castel | Goeiemorgen, morgen M: Paul Quintens; T: Phil van Cauwenbergh                                                                                 | Niederländisch           | Guten Morgen, Morgen             | 14 / 18                                          | 68                                               | Kein Halbfinale ausgetragen                      | Kein Halbfinale ausgetragen                      | Canzonissima 1971                                                   |
| 1972 | Serge & Christine Ghisoland   | À la folie ou pas du tout M: Daniël Nelis, Bob Milan; T: Daniël Nelis                                                                         | Französisch              | Abgöttisch oder gar nicht        | 17 / 18                                          | 55                                               | Kein Halbfinale ausgetragen                      | Kein Halbfinale ausgetragen                      | Chansons pour l'Eurovision 72                                       |
| 1973 | Nicole & Hugo                 | Baby, Baby M: Ignace Baert; T: Erik Marijsse                                                                                                  | Niederländisch a         | –                                | 17 / 17                                          | 58                                               | Kein Halbfinale ausgetragen                      | Kein Halbfinale ausgetragen                      | Liedje Voor Luxemburg                                               |
| 1974 | Jacques Hustin                | Fleur de liberté M: Jacques Hustin; T: Franck F. Gérald                                                                                       | Französisch              | Blume der Freiheit               | 9 / 17                                           | 10                                               | Kein Halbfinale ausgetragen                      | Kein Halbfinale ausgetragen                      | Belgische Vorentscheidung zum Eurovision Song Contest 1974          |
| 1975 | Ann Christy                   | Gelukkig zijn M/T: Mary Boduin | Niederländisch, Englisch | Könnte es das Glück sein         | 15 / 19                                          | 17                                               | Kein Halbfinale ausgetragen                      | Kein Halbfinale ausgetragen                      | Eurosong 1975                                                       |
| 1976 | Pierre Rapsat                 | Judy et cie M: Pierre Rapsat; T: Eric van Hulse                                                                                               | Französisch              | Judy und Co.                     | 8 / 18                                           | 68                                               | Kein Halbfinale ausgetragen                      | Kein Halbfinale ausgetragen                      | Avant-première Eurovision 1976                                      |
| 1977 | Dream Express                 | A Million in One, Two, Three M/T: Luc Smets                                                                                                   | Englisch                 | Eine Million in eins, zwei, drei | 7 / 18                                           | 69                                               | Kein Halbfinale ausgetragen                      | Kein Halbfinale ausgetragen                      | Eurosong 1977                                                       |
| 1978 | Jean Vallée                   | L’amour ça fait chanter la vie M/T: Jean Vallée                                                                                               | Französisch              | Die Liebe lässt das Leben singen | 2 / 20                                           | 125                                              | Kein Halbfinale ausgetragen                      | Kein Halbfinale ausgetragen                      | Avant-première Eurovision 1978                                      |
| 1979 | Micha Marah                   | Hey na na M: Charles Dumolin; T: Guy Beyers                                                                                                   | Niederländisch           | –                                | 18 / 19                                          | 5                                                | Kein Halbfinale ausgetragen                      | Kein Halbfinale ausgetragen                      | Eurosong 1979                                                       |
| 1980 | Telex                         | Euro-Vision M/T: Michel Moers, Dan Lacksman, Marc Moulin                                                                                      | Französisch              | Eurovision                       | 17 / 19                                          | 14                                               | Kein Halbfinale ausgetragen                      | Kein Halbfinale ausgetragen                      | Eliminatoires Belges du Grand prix de la Chanson Européenne         |
| 1981 | Emly Starr                    | Samson M: Kick Dandy, Giuseppe Marchese; T: Kick Dandy, Penny Els                                                                             | Niederländisch           | –                                | 13 / 20                                          | 40                                               | Kein Halbfinale ausgetragen                      | Kein Halbfinale ausgetragen                      | interne Auswahl                                                     |
| 1982 | Stella                        | Si tu aimes ma musique M: Fred Bekky, Rony Brack, Bobott; T: Jo May                                                                           | Französisch              | Wenn du meine Musik magst        | 4 / 18                                           | 96                                               | Kein Halbfinale ausgetragen                      | Kein Halbfinale ausgetragen                      | Palmarès                                                            |
| 1983 | Pas de deux                   | Rendez-vous M: Walter Verdin; T: Paul Peyskens, Walter Verdin                                                                                 | Niederländisch           | Verabredung                      | 18 / 20                                          | 13                                               | Kein Halbfinale ausgetragen                      | Kein Halbfinale ausgetragen                      | Eurosong 1983                                                       |
| 1984 | Jacques Zegers                | Avanti la vie M: Henri Seroka; T: Jacques Zegers                                                                                              | Französisch              | Komm im Leben vorwärts           | 5 / 19                                           | 70                                               | Kein Halbfinale ausgetragen                      | Kein Halbfinale ausgetragen                      | Concours Eurovision de la Chanson '84 – Finale Nationale            |
| 1985 | Linda Lepomme                 | Laat me nu gaan M: Pieter Verlinden; T: Bert Vivier                                                                                           | Niederländisch           | Lass mich jetzt gehen            | 19 / 19                                          | 7                                                | Kein Halbfinale ausgetragen                      | Kein Halbfinale ausgetragen                      | interne Auswahl                                                     |
| 1986 | Sandra Kim                    | J’aime la vie M: Jean-Paul Furnémont, Angelo Crisci; T: Rosario Marino Atria                                                                  | Französisch              | Ich liebe das Leben              | 1 / 20                                           | 176                                              | Kein Halbfinale ausgetragen                      | Kein Halbfinale ausgetragen                      | Finale Nationale du Concours Eurovision de la Chanson 1986          |
| 1987 | Liliane Saint-Pierre          | Soldiers of Love M: Gyuri Spies, Marc de Coen; T: Liliane Saint-Pierre                                                                        | Niederländisch b         | Soldaten der Liebe               | 11 / 20                                          | 56                                               | Kein Halbfinale ausgetragen                      | Kein Halbfinale ausgetragen                      | Eurosong 1987                                                       |
| 1988 | Reynaert                      | Laissez briller le soleil M: Joseph Reynaerts, Dany Willem; T: Joseph Reynaerts, Philippe Anciaux                                             | Französisch              | Lasst die Sonne scheinen         | 18 / 21                                          | 5                                                | Kein Halbfinale ausgetragen                      | Kein Halbfinale ausgetragen                      | Finale Nationale du Concours Eurovision de la Chanson 1988          |
| 1989 | Ingeborg                      | Door de wind M/T: Stef Bos | Niederländisch           | Durch den Wind                   | 19 / 22                                          | 13                                               | Kein Halbfinale ausgetragen                      | Kein Halbfinale ausgetragen                      | Eurosong 1989                                                       |
| 1990 | Philippe Lafontaine           | Macédomienne M/T: Philippe Lafontaine | Französisch              | Meine Mazedonierin               | 12 / 22                                          | 46                                               | Kein Halbfinale ausgetragen                      | Kein Halbfinale ausgetragen                      | interne Auswahl                                                     |
| 1991 | Clouseau                      | Geef het op M/T: Kris Wauters, Jan Leyers, Koen Wauters, Bob Savenberg                                                                        | Niederländisch           | Gib es auf                       | 16 / 22                                          | 23                                               | Kein Halbfinale ausgetragen                      | Kein Halbfinale ausgetragen                      | Euro-Clouseau                                                       |
| 1992 | Morgane                       | Nous on veut des violons M: Claude Barzotti; T: Anne-Marie Gaspard                                                                            | Französisch              | Wir wollen Violinen              | 20 / 23                                          | 11                                               | Kein Halbfinale ausgetragen                      | Kein Halbfinale ausgetragen                      | Finale nationale du Concours Eurovision de la Chanson 1992          |
| 1993 | Barbara Dex                   | Iemand als jij M: Marc Vliegen; T: Tobana | Niederländisch           | Jemand wie du                    | 25 / 25                                          | 3                                                | Kein Halbfinale ausgetragen                      | Kein Halbfinale ausgetragen                      | Eurosong '93                                                        |
| 1994 | Nicht qualifiziert            | Nicht qualifiziert | Nicht qualifiziert       | Nicht qualifiziert               | Nicht qualifiziert                               | Nicht qualifiziert                               | Nicht qualifiziert                               | Nicht qualifiziert                               | Nicht qualifiziert                                                  |
| 1995 | Frédéric Etherlinck           | La voix est libre M/T: Pierre Theunis | Französisch              | Die Stimme ist frei              | 20 / 23                                          | 8                                                | Direkt für das Finale qualifiziert               | Direkt für das Finale qualifiziert               | Finale Nationale du Concours Eurovision de la Chanson 1995          |
| 1996 | Lisa del Bo                   | Liefde is een kaartspel M: John Terra, Siirak Brogden; T: Daniel Ditmar                                                                       | Niederländisch           | Die Liebe ist ein Kartenspiel    | 16 / 23                                          | 22                                               | 12 / 29                                          | 45                                               | De Gouden Zeemeermin                                                |
| 1997 | Nicht qualifiziert            | Nicht qualifiziert | Nicht qualifiziert       | Nicht qualifiziert               | Nicht qualifiziert                               | Nicht qualifiziert                               | Nicht qualifiziert                               | Nicht qualifiziert                               | Nicht qualifiziert                                                  |
| 1998 | Mélanie Cohl                  | Dis oui M/T: Philippe Swan | Französisch              | Sag ja                           | 6 / 25                                           | 122                                              | Direkt für das Finale qualifiziert               | Direkt für das Finale qualifiziert               | Finale Nationale Concours Eurovision de la Chanson 1998             |
| 1999 | Vanessa Chinitor              | Like the Wind M/T: Ilia Beyers, J. Terra, Emma Hjälmås, Wim Claes                                                                             | Englisch                 | Wie der Wind                     | 12 / 23                                          | 38                                               | Direkt für das Finale qualifiziert               | Direkt für das Finale qualifiziert               | Eurosong '99                                                        |
| 2000 | Nathalie Sorce                | Envie de vivre M/T: Silvio Pezzuto | Französisch              | Lust zu leben                    | 24 / 24                                          | 2                                                | Direkt für das Finale qualifiziert               | Direkt für das Finale qualifiziert               | Finale Nationale Concours Eurovision de la Chanson 2000             |
| 2001 | Nicht qualifiziert            | Nicht qualifiziert | Nicht qualifiziert       | Nicht qualifiziert               | Nicht qualifiziert                               | Nicht qualifiziert                               | Nicht qualifiziert                               | Nicht qualifiziert                               | Nicht qualifiziert                                                  |
| 2002 | Sergio & the Ladies           | Sister M: Marc Paelinck; T: Dirk Paelinck | Englisch                 | Schwester                        | 13 / 24                                          | 33                                               | Direkt für das Finale qualifiziert               | Direkt für das Finale qualifiziert               | Eurosong 2002                                                       |
| 2003 | Urban Trad                    | Sanomi M/T: Yves Barbieux | Konstruierte Sprache     | –                                | 2 / 26                                           | 165                                              | Direkt für das Finale qualifiziert               | Direkt für das Finale qualifiziert               | interne Auswahl                                                     |
| 2004 | Xandee                        | 1 Life M: Marc Paelinck; T: Dirk Paelinck | Englisch                 | Ein Leben                        | 22 / 24                                          | 7                                                | Direkt für das Finale qualifiziert               | Direkt für das Finale qualifiziert               | Eurosong '04                                                        |
| 2005 | Nuno Resende                  | Le grand soir M/T: Alec Mansion, Frédéric Zeitoun                                                                                             | Französisch              | Der große Abend                  | Ausgeschieden                                    | Ausgeschieden                                    | 22 / 25                                          | 29                                               | Finale Nationale Concours Eurovision de la Chanson 2005             |
| 2006 | Kate Ryan                     | Je t’adore M/T: N. Kings, L. Greene, N. Bergwall, K. Ryan                                                                                     | Englisch                 | Ich bete dich an                 | Ausgeschieden                                    | Ausgeschieden                                    | 12 / 23                                          | 69                                               | Eurosong '06                                                        |
| 2007 | The KMG's                     | Love Power M: Paul Curtiz; T: Paul Curtiz, Sexyfire                                                                                           | Englisch                 | Die Macht der Liebe              | Ausgeschieden                                    | Ausgeschieden                                    | 26 / 28                                          | 14                                               | interne Auswahl                                                     |
| 2008 | Ishtar                        | O Julissi M: Michel Vangheluwe; T: Michel Vangheluwe                                                                                          | Konstruierte Sprache     | –                                | Ausgeschieden                                    | Ausgeschieden                                    | 17 / 19                                          | 16                                               | Eurosong 2008                                                       |
| 2009 | Copycat                       | Copycat M: Miam Monster Miam; T: Jacques Duvall                                                                                               | Englisch                 | Nachahmer                        | Ausgeschieden                                    | Ausgeschieden                                    | 17 / 18                                          | 1                                                | interne Auswahl                                                     |
| 2010 | Tom Dice                      | Me and My Guitar M: Tom Dice, Jeroen Swinnen; T: Tom Dice, Ashley Hickin                                                                      | Englisch                 | Ich und meine Gitarre            | 6 / 25                                           | 143                                              | 1 / 17                                           | 167                                              | interne Auswahl                                                     |
| 2011 | Witloof Bay                   | With Love Baby M/T: Benoît Giaux, RoxorLoops                                                                                                  | Englisch                 | Mit Liebe, Baby                  | Ausgeschieden                                    | Ausgeschieden                                    | 11 / 19                                          | 53                                               | Eurovision 2011: Qui? A vous de choisir!                            |
| 2012 | Iris                          | Would You? M/T: Nina Sampermans, Jean Bosco Safari, Walter Mannaerts                                                                          | Englisch                 | Würdest Du?                      | Ausgeschieden                                    | Ausgeschieden                                    | 17 / 18                                          | 16                                               | Eurosong 2012: Een song voor Iris                                   |
| 2013 | Roberto Bellarosa             | Love Kills M/T: Jukka Immonen, Iain Farquharson, Andreas Anastasiou                                                                           | Englisch                 | Liebe tötet                      | 12 / 26                                          | 71                                               | 5 / 16                                           | 75                                               | Eurovision 2013: A vous de choisir la chanson!                      |
| 2014 | Axel Hirsoux                  | Mother M/T: Ashley Hicklin, Rafael Artesero                                                                                                   | Englisch                 | Mutter                           | Ausgeschieden                                    | Ausgeschieden                                    | 14 / 16                                          | 28                                               | Eurosong 2014                                                       |
| 2015 | Loïc Nottet                   | Rhythm Inside M/T: Loïc Nottet, Beverly Jo Scott                                                                                              | Englisch                 | Rhythmus im Innern               | 4 / 27                                           | 217                                              | 2 / 16                                           | 149                                              | interne Auswahl                                                     |
| 2016 | Laura Tesoro                  | What’s the Pressure M/T: Sanne Putseys, Louis Favre, Birsen Uçar                                                                              | Englisch                 | Wozu der Druck?                  | 10 / 26                                          | 181                                              | 3 / 18                                           | 274                                              | Eurosong 2016                                                       |
| 2017 | Blanche                       | City Lights M/T: Ellie Delvaux, Emmanuel Delcourt, Pierre Domoulin                                                                            | Englisch                 | Stadtlichter                     | 4 / 26                                           | 363                                              | 4 / 18                                           | 165                                              | interne Auswahl                                                     |
| 2018 | Sennek                        | A Matter of Time M/T: Laura Groeseneken | Englisch                 | Eine Frage der Zeit              | Ausgeschieden                                    | Ausgeschieden                                    | 12 / 19                                          | 91                                               | interne Auswahl                                                     |
| 2019 | Eliot                         | Wake Up M/T: Pierre Dumoulin | Englisch                 | Aufwachen                        | Ausgeschieden                                    | Ausgeschieden                                    | 13 / 17                                          | 70                                               | interne Auswahl                                                     |
| 2020 | Hooverphonic                  | Release Me M: Alex Callier, Luca Chiaravalli; T: Alex Callier                                                                                 | Englisch                 | Lass mich los                    | Absage wegen der COVID-19-Pandemie durch die EBU | Absage wegen der COVID-19-Pandemie durch die EBU | Absage wegen der COVID-19-Pandemie durch die EBU | Absage wegen der COVID-19-Pandemie durch die EBU | interne Auswahl                                                     |
| 2021 | Hooverphonic                  | The Wrong Place M/T: Alex Callier, Charlotte Foret                                                                                            | Englisch                 | Der falsche Platz                | 19 / 26                                          | 74                                               | 9 / 16                                           | 117                                              | interne Auswahl                                                     |
| 2022 | Jérémie Makiese               | Miss You M/T: Jeremie Makiese, BGRZ, Manon Romiti, Paul Ivory, Silvio Lisbonne                                                                | Englisch                 | Vermisse dich                    | 19 / 25                                          | 64                                               | 8 / 18                                           | 151                                              | interne Auswahl                                                     |
| 2023 | Gustaph                       | Because of You M/T: Gustaph, Jaouad Alloul | Englisch                 | Wegen dir                        | 7 / 26                                           | 182                                              | 8 / 16                                           | 90                                               | Eurosong 2023                                                       |
| 2024 | Mustii                        | Before the Party’s Over M: Thomas Mustin, Pierre Dumoulin, Benoit Leclerq, T: Thomas Mustin, Arianna Damato, Charlotte Clark, Nina Sampermans | Englisch                 | Bevor die Party vorbei ist       | Ausgeschieden                                    | Ausgeschieden                                    | 13 / 16                                          | 18                                               | interne Auswahl                                                     |
| 2025 | Red Sebastian                 | Strobe Lights M/T: Seppe Herreman, Billie Bentein, Astrid Roelants, Willem Vanderstichele                                                     | Englisch                 | Stroboskoplichter                | Ausgeschieden                                    | Ausgeschieden                                    | 14 / 15                                          | 23                                               | Eurosong 2025                                                       |

## Nationale Vorentscheidungen
Der Großteil der belgischen Beiträge wurde über die Vorentscheidung Eurosong ausgewählt. Lediglich 1956, 1964, 1985, 1990, 2003, 2007, 2009, 2015 und seit 2017 wählte das Land seine Beiträge intern aus. Viele Jahre bediente sich der flämische Fernsehsender aufwendiger nationaler Vorentscheidungen, die in der Regel Halbfinalrunden und 2006 auch Viertelfinalrunden enthielten. Viele Vorentscheidungsbeiträge wurden dabei nationale Hits, so z. B. Belle Pérez’ Un mundo bailando 2006. Der französischsprachige Sender verließ sich im Gegensatz zu dem niederländischsprachigen Sender auf Vorentscheidungen mit sehr wenigen Teilnehmern. 2012 und 2013 wurde der Interpret intern ausgewählt und der Beitrag aus zwei bzw. drei Liedern ausgewählt. Im Jahr 2014 veranstaltete VRT einen groß angelegten Eurosong mit drei Casting-, einer Callbackrunde, drei Halbfinals und einem Finale. Mitglied der Jury war Ruslana, die Gewinnerin des ESC 2004. Die letzte Vorentscheidung fand 2016 mit fünf Teilnehmern statt.

## Sprachen
Entsprechend dem Wechsel des Fernsehsenders, wechselt in der Regel auch die Sprache, in der die Beiträge vorgestellt werden. Die wallonischen Beiträge wurden bis einschließlich 2000 und 2005 vollständig auf Französisch vorgetragen, 2003 wurde Sanomi in einer Fantasiesprache vorgetragen, bevor 2007 und 2009 im Halbfinale jeweils ein Beitrag komplett auf Englisch vorgestellt wurde. Seit 2009 singt Belgien allerdings durchgängig auf Englisch.
In der Vergangenheit hat VRT hingegen öfters die Chance genutzt, seinen Beitrag ganz oder teilweise auf Englisch vorzutragen, wenn die Regeln dies zuließen, so z. B. 1975, als das Lied ab der zweiten Strophe zum Englischen wechselte, und in allen niederländischen Beiträgen seit 1999. 1977 hätte jedes Land den Regeln gemäß sein Lied in der Landessprache vorstellen müssen, da aber Belgien – wie auch Deutschland – vor Bekanntgabe der Regelung bereits seinen Beitrag gewählt hatte, durften beide Länder mit einem englischsprachigen Lied antreten. 2008 hat es mit O Julissi Na Jalini von Ishtar erneut ein Lied in imaginärer Sprache gegeben.
Einige Beiträge wurden auch in der jeweils anderen Landessprache sowie in der dritten Landessprache Deutsch und Englisch aufgenommen.

## Kommerzielle Erfolge
Die einzige belgische Gewinnerin Sandra Kim erreichte mit ihrem Siegertitel J’aime la vie 1986 europaweit in einigen Ländern die Hitparaden. Am besten schnitt sie in den Niederlanden (Platz 2) und Österreich (Platz 6) ab. In Deutschland erreichte sie lediglich Platz 50, in der Schweiz Platz 29.
Trotz schlechten Abschneidens 2004 und 2006 wurden sowohl Xandees als auch Kate Ryans Beiträge Nummer-1-Hits in Belgien. Die wallonischen Beiträge der letzten Jahre waren kommerziell deutlich weniger erfolgreich. In den letzten Jahren erreichten die belgischen Finalteilnehmer folgende Platzierungen: Tom Dice kam auf Platz 1 in den belgischen und Platz 20 in den deutschen Charts. Roberto Bellarosa erreichte mit seinem Beitrag Platz 6 in Belgien und Platz 90 in Deutschland. 2015 erreichte Loïc Nottet in Belgien Platz 1, in Deutschland Platz 21, in Großbritannien Platz 31 und in Österreich Platz 50.

## Ausgetragene Wettbewerbe
| Jahr | Stadt   | Austragungsort       | Moderation   |
| ---- | ------- | -------------------- | ------------ |
| 1987 | Brüssel | Palais du Centenaire | Viktor Lazlo |

## Liste der Dirigenten
| 1956 | Léo Souris          |                    |                    |                    |                    |                    |                    |                    |
| 1957 | Willy Berking       |                    |                    |                    |                    |                    |                    |                    |
| 1958 | Dolf van der Linden |                    |                    |                    |                    |                    |                    |                    |
| 1959 | Francis Bay         |                    |                    |                    |                    |                    |                    |                    |
| 1960 | Henri Segers        |                    |                    |                    |                    |                    |                    |                    |
| 1961 | Francis Bay         |                    |                    |                    |                    |                    |                    |                    |
| 1962 | Henri Segers        |                    |                    |                    |                    |                    |                    |                    |
| 1963 | Francis Bay         |                    |                    |                    |                    |                    |                    |                    |
| 1964 | Henri Segers        |                    |                    |                    |                    |                    |                    |                    |
| 1965 | Gaston Nuyts        |                    |                    |                    |                    |                    |                    |                    |
| 1966 | Jean Roderes        |                    |                    |                    |                    |                    |                    |                    |
| 1967 | Francis Bay         |                    |                    |                    |                    |                    |                    |                    |
| 1968 | Henri Segers        |                    |                    |                    |                    |                    |                    |                    |
| 1969 | Francis Bay         |                    |                    |                    |                    |                    |                    |                    |
| 1970 | Jack Say            |                    |                    |                    |                    |                    |                    |                    |
| 1971 | Francis Bay         |                    |                    |                    |                    |                    |                    |                    |
| 1972 | Henri Segers        |                    |                    |                    |                    |                    |                    |                    |
| 1973 | Francis Bay         |                    |                    |                    |                    |                    |                    |                    |
| 1974 | Pierre Chiffre      |                    |                    |                    |                    |                    |                    |                    |
| 1975 | Francis Bay         |                    |                    |                    |                    |                    |                    |                    |
| 1976 | Michel Bernholc     |                    |                    |                    |                    |                    |                    |                    |
| 1977 | Alyn Ainsworth      |                    |                    |                    |                    |                    |                    |                    |
| 1978 | Jean Musy           |                    |                    |                    |                    |                    |                    |                    |
| 1979 | Francis Bay         |                    |                    |                    |                    |                    |                    |                    |
| 1980 | c                   |                    |                    |                    |                    |                    |                    |                    |
| 1981 | Giuseppe Marchese   |                    |                    |                    |                    |                    |                    |                    |
| 1982 | Jack Say            |                    |                    |                    |                    |                    |                    |                    |
| 1983 | Freddy Sunder       |                    |                    |                    |                    |                    |                    |                    |
| 1984 | Jo Carlier d        |                    |                    |                    |                    |                    |                    |                    |
| 1985 | Curt-Eric Holmquist |                    |                    |                    |                    |                    |                    |                    |
| 1986 | Jo Carlier          |                    |                    |                    |                    |                    |                    |                    |
| 1987 | Freddie Sunder      |                    |                    |                    |                    |                    |                    |                    |
| 1988 | Daniel Willem       |                    |                    |                    |                    |                    |                    |                    |
| 1989 | Freddie Sunder      |                    |                    |                    |                    |                    |                    |                    |
| 1990 | Ronny Brack         |                    |                    |                    |                    |                    |                    |                    |
| 1991 | Roland Verlooven    |                    |                    |                    |                    |                    |                    |                    |
| 1992 | Frank Fievez        |                    |                    |                    |                    |                    |                    |                    |
| 1993 | Bert Candries       |                    |                    |                    |                    |                    |                    |                    |
| 1994 | Nicht qualifiziert  | Nicht qualifiziert | Nicht qualifiziert | Nicht qualifiziert | Nicht qualifiziert | Nicht qualifiziert | Nicht qualifiziert | Nicht qualifiziert |
| 1995 | Alec Mansion        |                    |                    |                    |                    |                    |                    |                    |
| 1996 | Bob Porter          |                    |                    |                    |                    |                    |                    |                    |
| 1997 | Nicht qualifiziert  | Nicht qualifiziert | Nicht qualifiziert | Nicht qualifiziert | Nicht qualifiziert | Nicht qualifiziert | Nicht qualifiziert | Nicht qualifiziert |
| 1998 | c                   |                    |                    |                    |                    |                    |                    |                    |

## Liste der Kommentatoren und Punktesprecher
Diese Liste der Kommentatoren und Punktesprecher beginnt mit dem Beginn der TV-Übertragungen in Belgien.
| Jahr | Flämische Gemeinschaft (VRT)           | Flämische Gemeinschaft (VRT)           | Französische Gemeinschaft Belgiens (RTBF)                   | Französische Gemeinschaft Belgiens (RTBF)                   | Punktesprecher            |
| Jahr | Kommentator                            | Kommentator                            | Kommentator                                                 | Kommentator                                                 | Punktesprecher            |
| ---- | -------------------------------------- | -------------------------------------- | ----------------------------------------------------------- | ----------------------------------------------------------- | ------------------------- |
| 1956 | Piet te Nuyl Jr.                       | Piet te Nuyl Jr.                       | Raymond Colbert                                             | Raymond Colbert                                             | –                         |
| 1957 | –                                      | –                                      | Robert Beauvais                                             | Robert Beauvais                                             | –                         |
| 1958 | –                                      | –                                      | –                                                           | –                                                           | –                         |
| 1959 | –                                      | –                                      | Paule Herreman                                              | Paule Herreman                                              | –                         |
| 1960 | Nic Bal                                | Nic Bal                                | Georges Désir                                               | Georges Désir                                               | –                         |
| 1961 | Nic Bal                                | Nic Bal                                | Robert Beauvais                                             | Robert Beauvais                                             | –                         |
| 1962 | Willem Duys                            | Willem Duys                            | –                                                           |                                                             | –                         |
| 1963 | Bob Boon & Denise Maes                 | Bob Boon & Denise Maes                 | Pierre Delhasse                                             | Pierre Delhasse                                             | –                         |
| 1964 | –                                      | –                                      | –                                                           | –                                                           | –                         |
| 1965 | –                                      | –                                      | –                                                           | –                                                           | –                         |
| 1966 | –                                      | –                                      | –                                                           | –                                                           | –                         |
| 1967 | –                                      | –                                      | Paule Herreman                                              | Paule Herreman                                              | –                         |
| 1968 | –                                      | –                                      | Paule Herreman                                              | Paule Herreman                                              | –                         |
| 1969 | Jan Theys                              | Jan Theys                              | Paule Herreman                                              | Paule Herreman                                              | Eugène Senelle            |
| 1970 | Jan Theys                              | Jan Theys                              | –                                                           | –                                                           | –                         |
| 1971 | Anton Peters                           | Anton Peters                           | Paule Herreman                                              | Paule Herreman                                              | –                         |
| 1972 | –                                      | –                                      | Paule Herreman                                              | Paule Herreman                                              | –                         |
| 1973 | –                                      | –                                      | Paule Herreman                                              | Paule Herreman                                              | –                         |
| 1974 | Herman Verelst                         | Herman Verelst                         | Paule Herreman                                              | Paule Herreman                                              | –                         |
| 1975 | Jen Geysen & Robrecht Wilaert          | Jen Geysen & Robrecht Wilaert          | –                                                           | –                                                           | –                         |
| 1976 | –                                      | –                                      | Paule Herreman                                              | Paule Herreman                                              | –                         |
| 1977 | Luc Appermont                          | Luc Appermont                          | –                                                           | –                                                           | –                         |
| 1978 | Luc Appermont                          | Luc Appermont                          | –                                                           | –                                                           | –                         |
| 1979 | –                                      | –                                      | Paule Herreman                                              | Paule Herreman                                              | –                         |
| 1980 | –                                      | –                                      | –                                                           | –                                                           | –                         |
| 1981 | Luc Appermont                          | Luc Appermont                          | –                                                           | –                                                           | –                         |
| 1982 | Luc Appermont                          | Luc Appermont                          | –                                                           | –                                                           | –                         |
| 1983 | Luc Appermont                          | Luc Appermont                          | –                                                           | –                                                           | –                         |
| 1984 | Luc Appermont                          | Luc Appermont                          | –                                                           | –                                                           | –                         |
| 1985 | Luc Appermont                          | Luc Appermont                          | –                                                           | –                                                           | –                         |
| 1986 | Luc Appermont                          | Luc Appermont                          | Patrick Duhamel                                             | Patrick Duhamel                                             | –                         |
| 1987 | Luc Appermont                          | Luc Appermont                          | –                                                           | –                                                           | An Ploegaerts             |
| 1988 | Luc Appermont                          | Luc Appermont                          | Pierre Collard-Bovy                                         | Pierre Collard-Bovy                                         | –                         |
| 1989 | Luc Appermont                          | Luc Appermont                          | Jacques Mercier                                             | Jacques Mercier                                             | –                         |
| 1990 | Luc Appermont                          | Luc Appermont                          | Claude Delacroix                                            | Claude Delacroix                                            | –                         |
| 1991 | André Vermeulen                        | André Vermeulen                        | Claude Delacroix                                            | Claude Delacroix                                            | –                         |
| 1992 | André Vermeulen                        | André Vermeulen                        | Claude Delacroix                                            | Claude Delacroix                                            | –                         |
| 1993 | André Vermeulen                        | André Vermeulen                        | Claude Delacroix                                            | Claude Delacroix                                            | –                         |
| 1994 | André Vermeulen                        | André Vermeulen                        | Jean-Pierre Hautier                                         | Jean-Pierre Hautier                                         | Nicht qualifiziert        |
| 1995 | André Vermeulen                        | André Vermeulen                        | Jean-Pierre Hautier                                         | Jean-Pierre Hautier                                         | Marie-Françoise Renson    |
| 1996 | Michel Follet & Johan Verstreken       | Michel Follet & Johan Verstreken       | Jean-Pierre Hautier & Sandra Kim                            | Jean-Pierre Hautier & Sandra Kim                            | An Ploegaerts             |
| 1997 | André Vermeulen                        | André Vermeulen                        | Jean-Pierre Hautier                                         | Jean-Pierre Hautier                                         | Nicht qualifiziert        |
| 1998 | André Vermeulen & Andrea Croonenberghs | André Vermeulen & Andrea Croonenberghs | Jean-Pierre Hautier                                         | Jean-Pierre Hautier                                         | Marie-Hélène Vanderborght |
| 1999 | André Vermeulen & Bart Peeters         | André Vermeulen & Bart Peeters         | Jean-Pierre Hautier                                         | Jean-Pierre Hautier                                         | Sabine De Vos             |
| 2000 | André Vermeulen & Anja Daems           | André Vermeulen & Anja Daems           | Jean-Pierre Hautier                                         | Jean-Pierre Hautier                                         | Thomas Van Hamme          |
| 2001 | André Vermeulen & Anja Daems           | André Vermeulen & Anja Daems           | Jean-Pierre Hautier                                         | Jean-Pierre Hautier                                         | Nicht qualifiziert        |
| 2002 | André Vermeulen & Bart Peeters         | André Vermeulen & Bart Peeters         | Jean-Pierre Hautier                                         | Jean-Pierre Hautier                                         | Geena Lisa Peeters        |
| 2003 | André Vermeulen & Anja Peeters         | André Vermeulen & Anja Peeters         | Jean-Pierre Hautier                                         | Jean-Pierre Hautier                                         | Corinne Boulangier        |
| 2004 | –                                      | –                                      | Jean-Pierre Hautier                                         | Jean-Pierre Hautier                                         | Martine Prenen            |
| 2005 | André Vermeulen & Anja Peeters         | André Vermeulen & Anja Peeters         | Jean-Louis Lahaye (Halbfinale) Jean-Pierre Hautier (Finale) | Jean-Louis Lahaye (Halbfinale) Jean-Pierre Hautier (Finale) | Armelle Gysen             |
| 2006 | André Vermeulen & Bart Peeters         | André Vermeulen & Bart Peeters         | Jean-Pierre Hautier                                         | Jean-Pierre Hautier                                         | Yasmine                   |
| 2007 | André Vermeulen & Anja Peeters         | André Vermeulen & Anja Peeters         | Jean-Louis Lahaye & Jean-Pierre Hautier                     | Jean-Louis Lahaye & Jean-Pierre Hautier                     | Maureen Louys             |
| 2008 | André Vermeulen & Bart Peeters         | André Vermeulen & Bart Peeters         | Jean-Louis Lahaye & Jean-Pierre Hautier                     | Jean-Louis Lahaye & Jean-Pierre Hautier                     | Sandrine Van Handenhoven  |
| 2009 | André Vermeulen & Anja Peeters         | André Vermeulen & Anja Peeters         | Jean-Louis Lahaye & Jean-Pierre Hautier                     | Jean-Louis Lahaye & Jean-Pierre Hautier                     | Maureen Louys             |
| 2010 | André Vermeulen & Bart Peeters         | André Vermeulen & Bart Peeters         | Jean-Louis Lahaye & Jean-Pierre Hautier                     | Jean-Louis Lahaye & Jean-Pierre Hautier                     | Katja Retsin              |
| 2011 | André Vermeulen & Sven Pichal          | André Vermeulen & Sven Pichal          | Jean-Louis Lahaye & Jean-Pierre Hautier                     | Jean-Louis Lahaye & Jean-Pierre Hautier                     | Maureen Louys             |
| 2012 | André Vermeulen & Peter Van de Veire   | André Vermeulen & Peter Van de Veire   | Jean-Louis Lahaye & Jean-Pierre Hautier                     | Jean-Louis Lahaye & Jean-Pierre Hautier                     | Peter Van de Veire        |
| 2013 | André Vermeulen & Tom De Cook          | André Vermeulen & Tom De Cook          | Jean-Louis Lahaye & Maureen Louys                           | Jean-Louis Lahaye & Maureen Louys                           | Barbara Louys             |
| 2014 | Peter Van de Veire & Eva Daeleman      | Peter Van de Veire & Eva Daeleman      | Jean-Louis Lahaye & Maureen Louys                           | Jean-Louis Lahaye & Maureen Louys                           | Angelique Vlieghe         |
| 2015 | Peter Van de Veire & Eva Daeleman      | Peter Van de Veire & Eva Daeleman      | Jean-Louis Lahaye & Maureen Louys                           | Jean-Louis Lahaye & Maureen Louys                           | Walid                     |
| 2016 | Peter Van de Veire                     | Peter Van de Veire                     | Jean-Louis Lahaye & Maureen Louys                           | Jean-Louis Lahaye & Maureen Louys                           | Umesh Vangaver            |
| 2017 | Peter Van de Veire                     | Peter Van de Veire                     | Jean-Louis Lahaye & Maureen Louys                           | Jean-Louis Lahaye & Maureen Louys                           | Fanny Gillard             |
| 2018 | Peter Van de Veire                     | Peter Van de Veire                     | Jean-Louis Lahaye & Maureen Louys                           | Jean-Louis Lahaye & Maureen Louys                           | Danira Boukhriss          |
| 2019 | Peter Van de Veire                     | Peter Van de Veire                     | Jean-Louis Lahaye & Maureen Louys                           | Jean-Louis Lahaye & Maureen Louys                           | David Jeanmotte           |
| 2021 | Peter Van de Veire                     | Peter Van de Veire                     | Jean-Louis Lahaye & Fanny Jandrain                          | Jean-Louis Lahaye & Fanny Jandrain                          | Danira Boukhriss          |
| 2022 | Peter Van de Veire                     | Peter Van de Veire                     | Jean-Louis Lahaye & Maureen Louys                           | Jean-Louis Lahaye & Maureen Louys                           | David Jeanmotte           |
| 2023 | Peter Van de Veire                     | Peter Van de Veire                     | Jean-Louis Lahaye & Maureen Louys                           | Jean-Louis Lahaye & Maureen Louys                           | Bart Cannaerts            |
| 2024 | Peter Van de Veire                     | Peter Van de Veire                     | Jean-Louis Lahaye & Maureen Louys                           | Jean-Louis Lahaye & Maureen Louys                           | Livia Dushkoff            |
| 2025 | Peter Van de Veire                     | Peter Van de Veire                     | Jean-Louis Lahaye & Maureen Louys                           | Jean-Louis Lahaye & Maureen Louys                           | Manu Van Acker            |

## Punktevergabe
Folgende Länder erhielten die meisten Punkte von oder vergaben die meisten Punkte an Belgien (Stand: 2025):
| Die meisten im Finale vergebenen Punkte | Die meisten im Finale vergebenen Punkte | Die meisten im Finale vergebenen Punkte |
| Platz                                   | Land                                    | Punkte                                  |
| --------------------------------------- | --------------------------------------- | --------------------------------------- |
| 1                                       | Frankreich                              | 231                                     |
| 2                                       | Schweden                                | 222                                     |
| 3                                       | Vereinigtes Königreich                  | 205                                     |
| 4                                       | Niederlande                             | 204                                     |
| 5                                       | Italien                                 | 181                                     |

| Die meisten im Finale erhaltenen Punkte | Die meisten im Finale erhaltenen Punkte | Die meisten im Finale erhaltenen Punkte |
| Platz                                   | Land                                    | Punkte                                  |
| --------------------------------------- | --------------------------------------- | --------------------------------------- |
| 1                                       | Niederlande                             | 203                                     |
| 2                                       | Frankreich                              | 149                                     |
| 3                                       | Irland                                  | 140                                     |
| 4                                       | Portugal                                | 134                                     |
| 5                                       | Vereinigtes Königreich                  | 133                                     |

| Die meisten insgesamt vergebenen Punkte | Die meisten insgesamt vergebenen Punkte | Die meisten insgesamt vergebenen Punkte |
| Platz                                   | Land                                    | Punkte                                  |
| --------------------------------------- | --------------------------------------- | --------------------------------------- |
| 1                                       | Niederlande                             | 310                                     |
| 2                                       | Schweden                                | 309                                     |
| 3                                       | Frankreich                              | 231                                     |
| 3                                       | Israel                                  | 231                                     |
| 4                                       | Irland                                  | 219                                     |
| 5                                       | Vereinigtes Königreich                  | 205                                     |

| Die meisten insgesamt erhaltenen Punkte | Die meisten insgesamt erhaltenen Punkte | Die meisten insgesamt erhaltenen Punkte |
| Platz                                   | Land                                    | Punkte                                  |
| --------------------------------------- | --------------------------------------- | --------------------------------------- |
| 1                                       | Niederlande                             | 286                                     |
| 2                                       | Frankreich                              | 198                                     |
| 3                                       | Portugal                                | 190                                     |
| 4                                       | Irland                                  | 182                                     |
| 5                                       | Spanien                                 | 179                                     |

### Vergaben der Höchstwertung
Seit 1975 vergab Belgien im Finale die Höchstpunktzahl an 23 verschiedene Länder, davon achtmal an Großbritannien. Im Halbfinale vergab Belgien die Punktzahl an 15 verschiedene Länder, davon fünfmal an die Niederlande.
| Höchstwertung (Finale) | Höchstwertung (Finale)     | Höchstwertung (Finale) |
| Jahr                   | Land                       | Platz (Finale)         |
| ---------------------- | -------------------------- | ---------------------- |
| 1975                   | Irland                     | 9                      |
| 1976                   | Vereinigtes Königreich     | 1                      |
| 1977                   | Vereinigtes Königreich     | 2                      |
| 1978                   | Israel                     | 1                      |
| 1979                   | Spanien                    | 2                      |
| 1980                   | Irland                     | 1                      |
| 1981                   | Dänemark                   | 11                     |
| 1982                   | Schweiz                    | 3                      |
| 1983                   | Jugoslawien                | 4                      |
| 1984                   | Irland                     | 2                      |
| 1985                   | Norwegen                   | 1                      |
| 1986                   | Schweiz                    | 2                      |
| 1987                   | Irland                     | 1                      |
| 1988                   | Vereinigtes Königreich     | 2                      |
| 1989                   | Österreich                 | 4                      |
| 1990                   | Vereinigtes Königreich     | 6                      |
| 1991                   | Schweiz                    | 5                      |
| 1992                   | Vereinigtes Königreich     | 2                      |
| 1993                   | Vereinigtes Königreich     | 2                      |
| 1994                   | Nicht qualifiziert         | Nicht qualifiziert     |
| 1995                   | Spanien                    | 2                      |
| 1996                   | Vereinigtes Königreich     | 8                      |
| 1997                   | Nicht qualifiziert         | Nicht qualifiziert     |
| 1998                   | Niederlande                | 4                      |
| 1999                   | Niederlande                | 9                      |
| 2000                   | Lettland                   | 3                      |
| 2001                   | Nicht qualifiziert         | Nicht qualifiziert     |
| 2002                   | Spanien                    | 7                      |
| 2003                   | Türkei                     | 1                      |
| 2004                   | Türkei                     | 4                      |
| 2005                   | Griechenland               | 1                      |
| 2006                   | Armenien                   | 8                      |
| 2007                   | Türkei                     | 4                      |
| 2008                   | Armenien                   | 4                      |
| 2009                   | Türkei                     | 4                      |
| 2010                   | Griechenland               | 8                      |
| 2011                   | Frankreich                 | 15                     |
| 2012                   | Schweden                   | 1                      |
| 2013                   | Niederlande                | 9                      |
| 2014                   | Österreich                 | 1                      |
| 2015                   | Schweden                   | 1                      |
| 2016                   | Australien (J)             | 2                      |
| 2016                   | Polen (T)                  | 8                      |
| 2017                   | Schweden (J)               | 5                      |
| 2017                   | Portugal (T)               | 1                      |
| 2018                   | Österreich (J)             | 3                      |
| 2018                   | Niederlande (T)            | 18                     |
| 2019                   | Italien (J)                | 2                      |
| 2019                   | Niederlande (T)            | 1                      |
| 2020                   | Wettbewerb abgesagt        | Wettbewerb abgesagt    |
| 2021                   | Schweiz (J)                | 3                      |
| 2021                   | Frankreich (T)             | 2                      |
| 2022                   | Vereinigtes Königreich (J) | 2                      |
| 2022                   | Ukraine (T)                | 1                      |
| 2023                   | Österreich (J)             | 15                     |
| 2023                   | Finnland (T)               | 2                      |
| 2024                   | Frankreich (J)             | 4                      |
| 2024                   | Israel (T)                 | 5                      |
| 2025                   | Österreich (J)             | 1                      |
| 2025                   | Israel (T)                 | 2                      |

| Höchstwertung (Halbfinale) | Höchstwertung (Halbfinale) | Höchstwertung (Halbfinale) |
| Jahr                       | Land                       | Platz (Halbfinale)         |
| -------------------------- | -------------------------- | -------------------------- |
| 2004                       | Niederlande                | 6                          |
| 2005                       | Niederlande                | 14                         |
| 2006                       | Armenien                   | 6                          |
| 2007                       | Türkei                     | 3                          |
| 2008                       | Armenien                   | 2                          |
| 2009                       | Türkei                     | 2                          |
| 2010                       | Island                     | 3                          |
| 2011                       | Schweden                   | 1                          |
| 2012                       | Russland                   | 1                          |
| 2013                       | Niederlande                | 6                          |
| 2014                       | Ungarn                     | 3                          |
| 2015                       | Armenien                   | 7                          |
| 2016                       | Australien (J)             | 1                          |
| 2016                       | Polen (T)                  | 6                          |
| 2017                       | Schweden (J)               | 3                          |
| 2017                       | Portugal (T)               | 1                          |
| 2018                       | Österreich (J)             | 4                          |
| 2018                       | Irland (T)                 | 6                          |
| 2019                       | Australien (J)             | 1                          |
| 2019                       | Estland (T)                | 4                          |
| 2020                       | Wettbewerb abgesagt        | Wettbewerb abgesagt        |
| 2021                       | Russland (J)               | 3                          |
| 2021                       | Malta (T)                  | 1                          |
| 2022                       | Polen (J)                  | 6                          |
| 2022                       | San Marino (T)             | 14                         |
| 2023                       | Armenien                   | 6                          |
| 2024                       | Niederlande                | 2                          |
| 2025                       | Niederlande                | 3                          |

## Verschiedenes
- Belgien ist unter den sieben Ländern, die 1956 an der ersten Ausgabe des Eurovision Song Contest teilnahmen dasjenige, das am längsten auf seinen ersten Sieg warten musste: 1986 nahm es bereits zum 31. Mal teil.
- Belgien hat nie freiwillig auf eine Teilnahme verzichtet, die Aussetzer 1994, 1997 und 2001 resultierten alle aus einer schlechten Vorjahresplatzierung.
- Belgien ist das Land, dessen Beiträge am häufigsten – zumindest nicht von dem Künstler, der das Lied im Wettbewerb vorgestellt hat – aufgenommen wurden (1956 beide Beiträge, 1962, 1971 und 1979). Zudem war im Wettbewerb im Allgemeinen der belgische Beitrag 1979 der letzte, der unter diese Kategorie fällt.
- Der belgische Sänger Fud Leclerc ist der einzige Sänger im Wettbewerb, der viermal das gleiche Land in der gleichen Sprache vertreten hat.
- Im Halbfinale 2007 erhielt Belgien insgesamt 14 Punkte – 12 davon kamen aus dem erstmals teilnehmenden Georgien.

## Impressionen

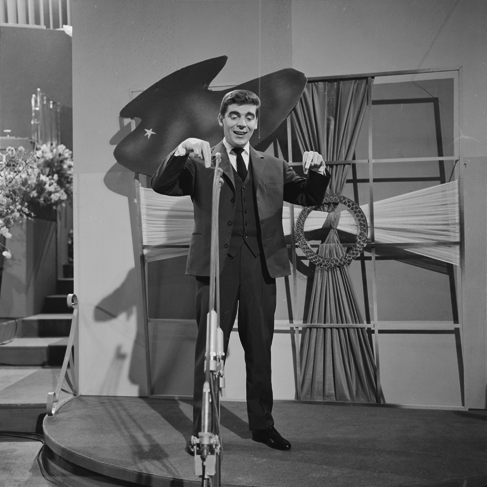
Fud Leclerc 1958
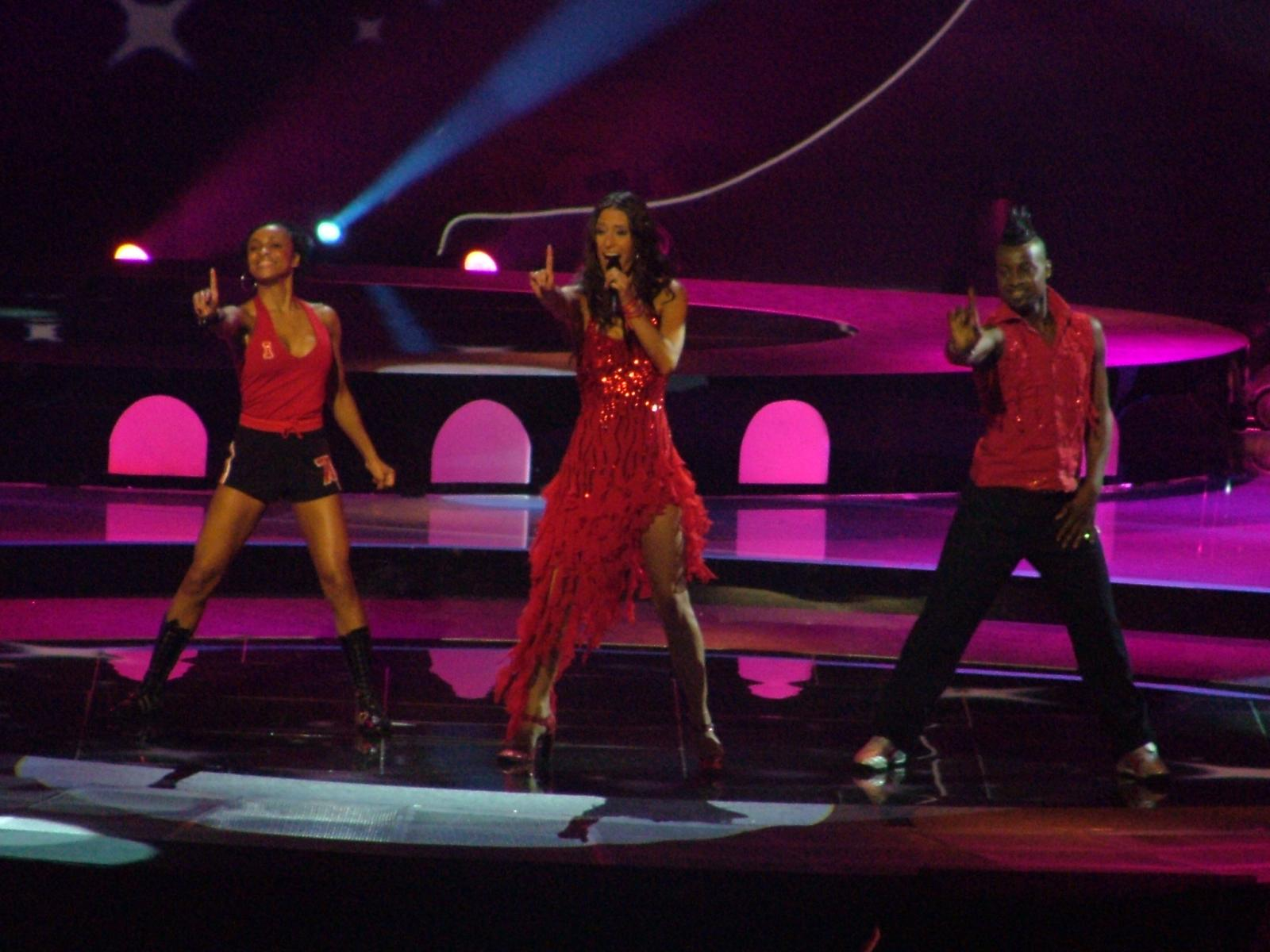
Xandee 2004
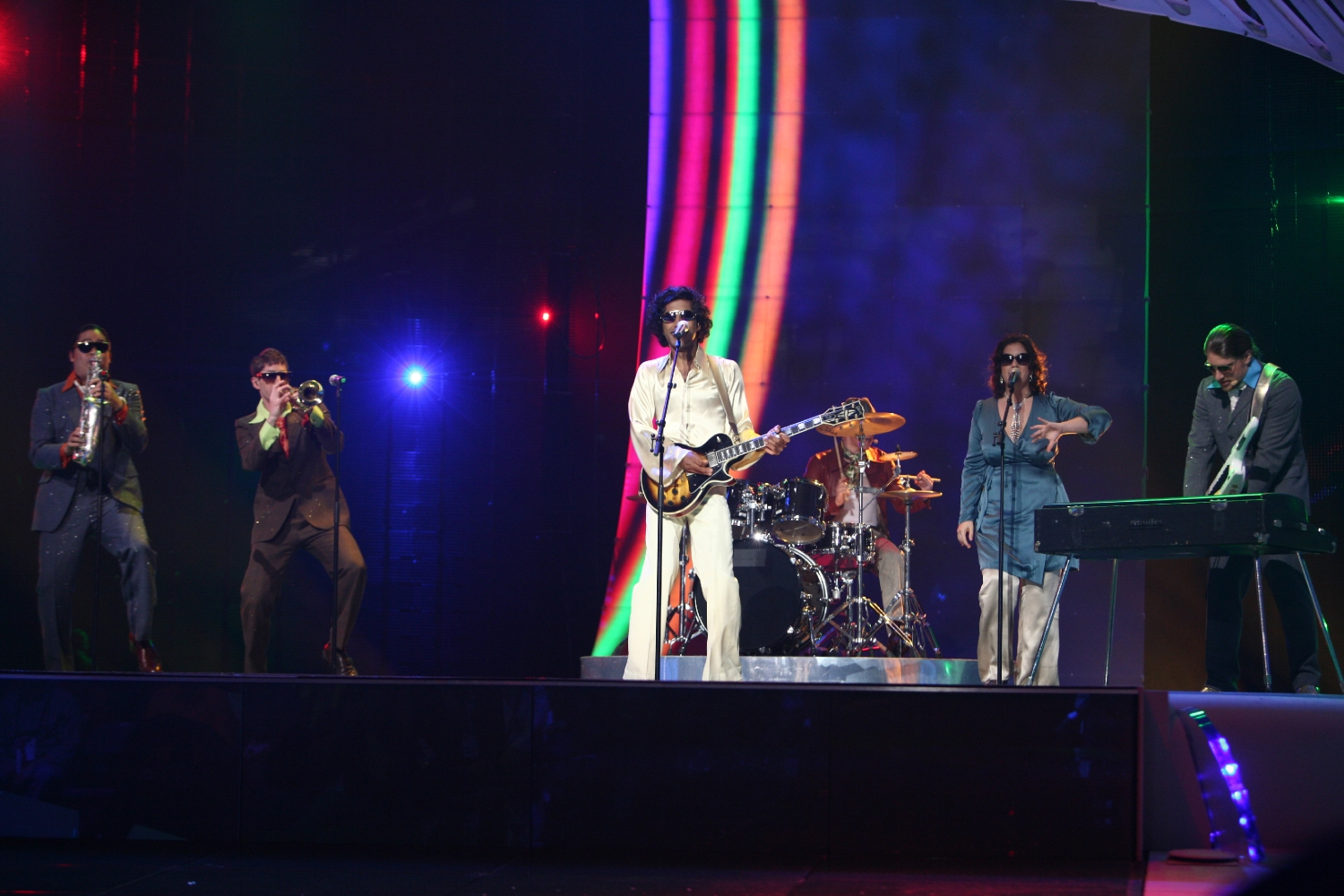
The KMG's 2007
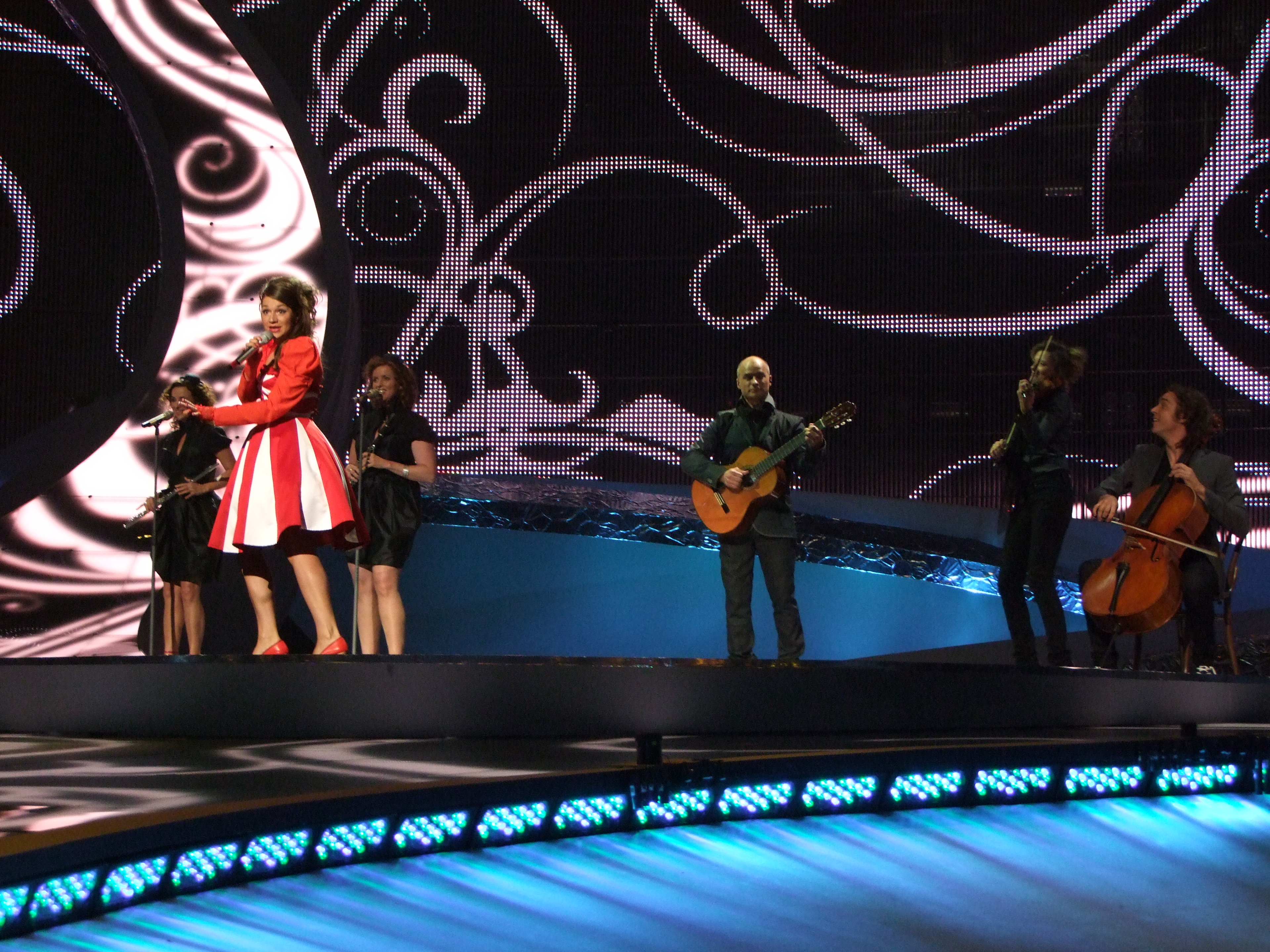
Ishtar 2008
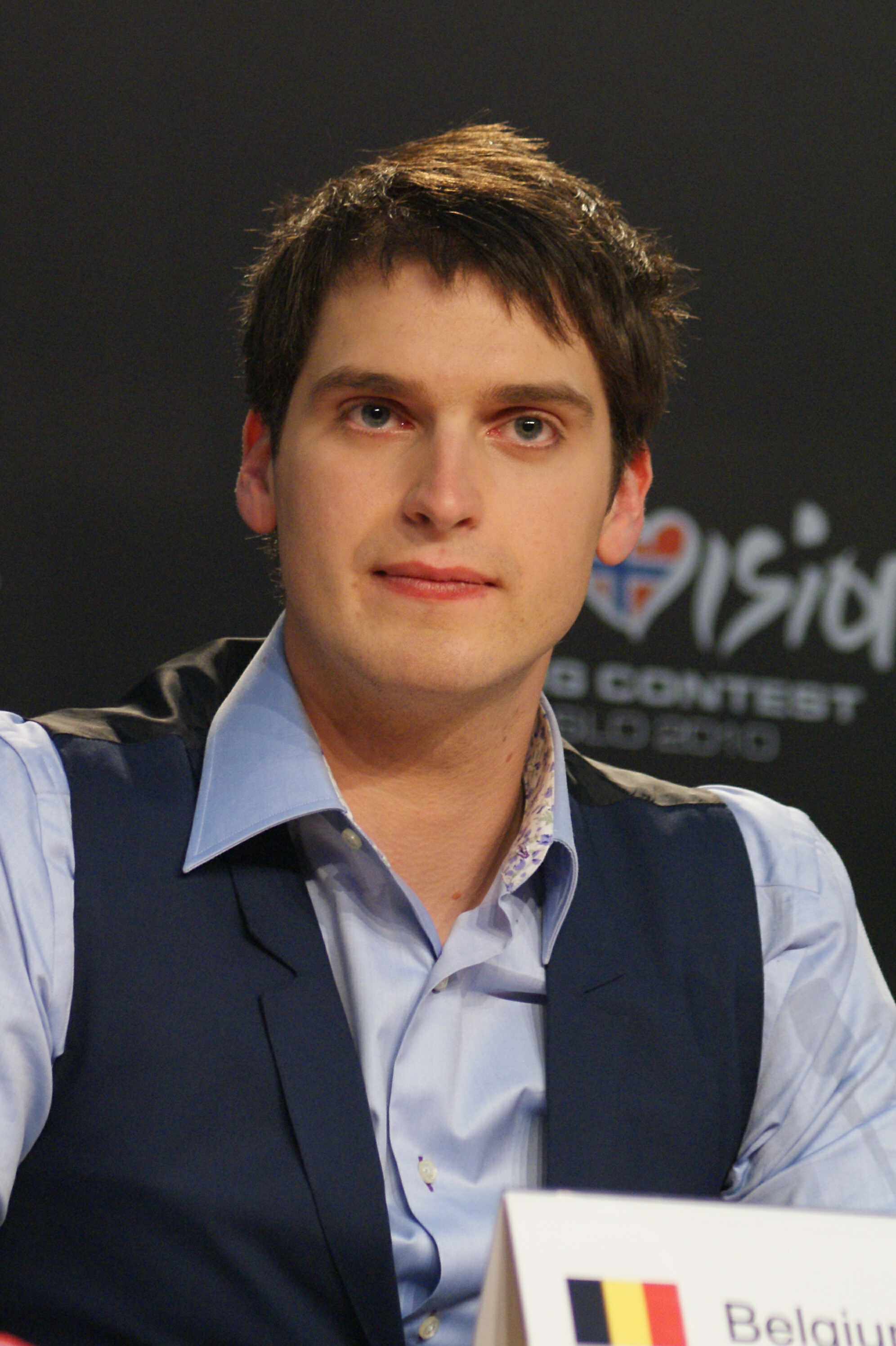
Tom Dice 2010
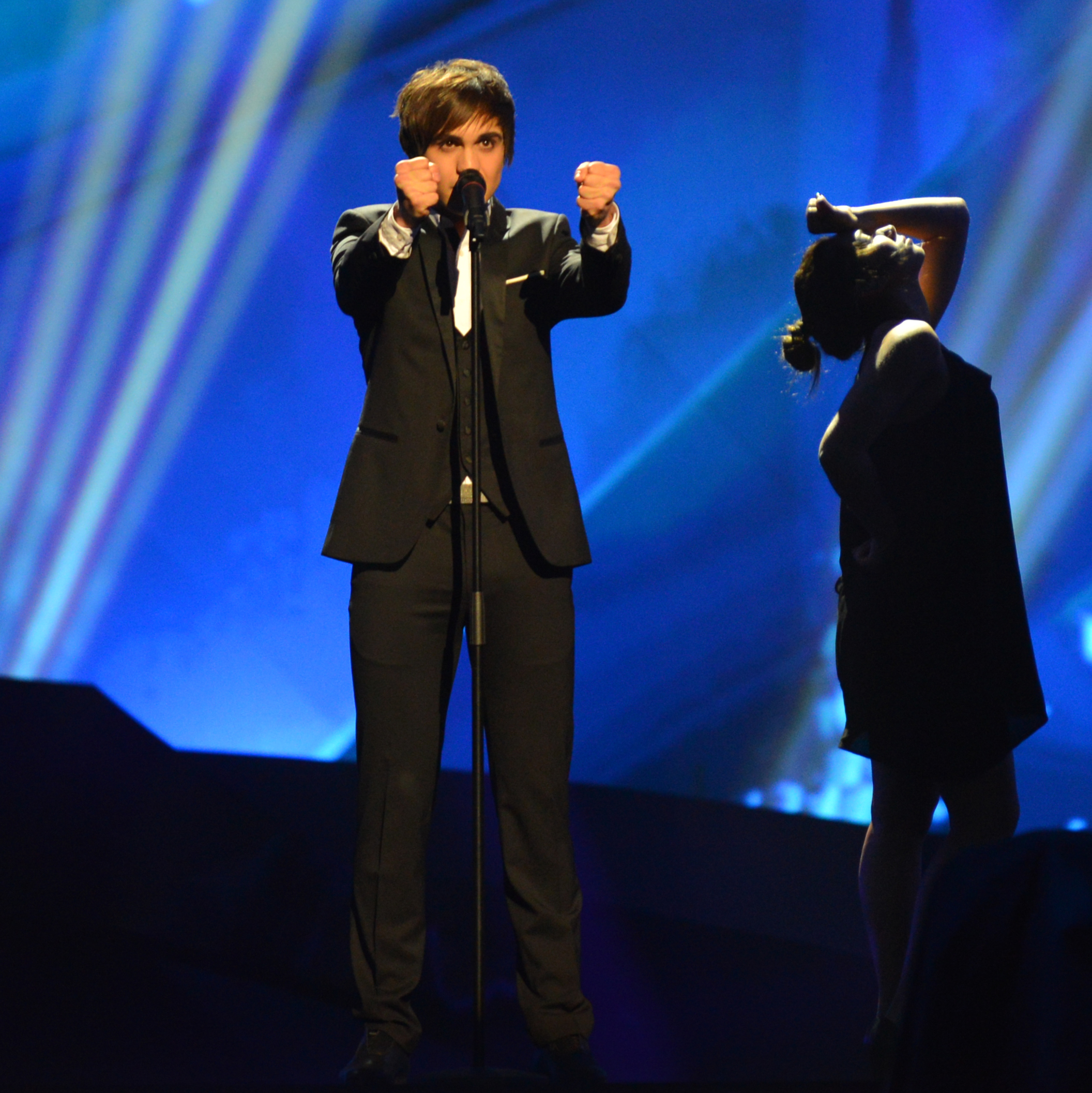
Roberto Bellarosa 2013
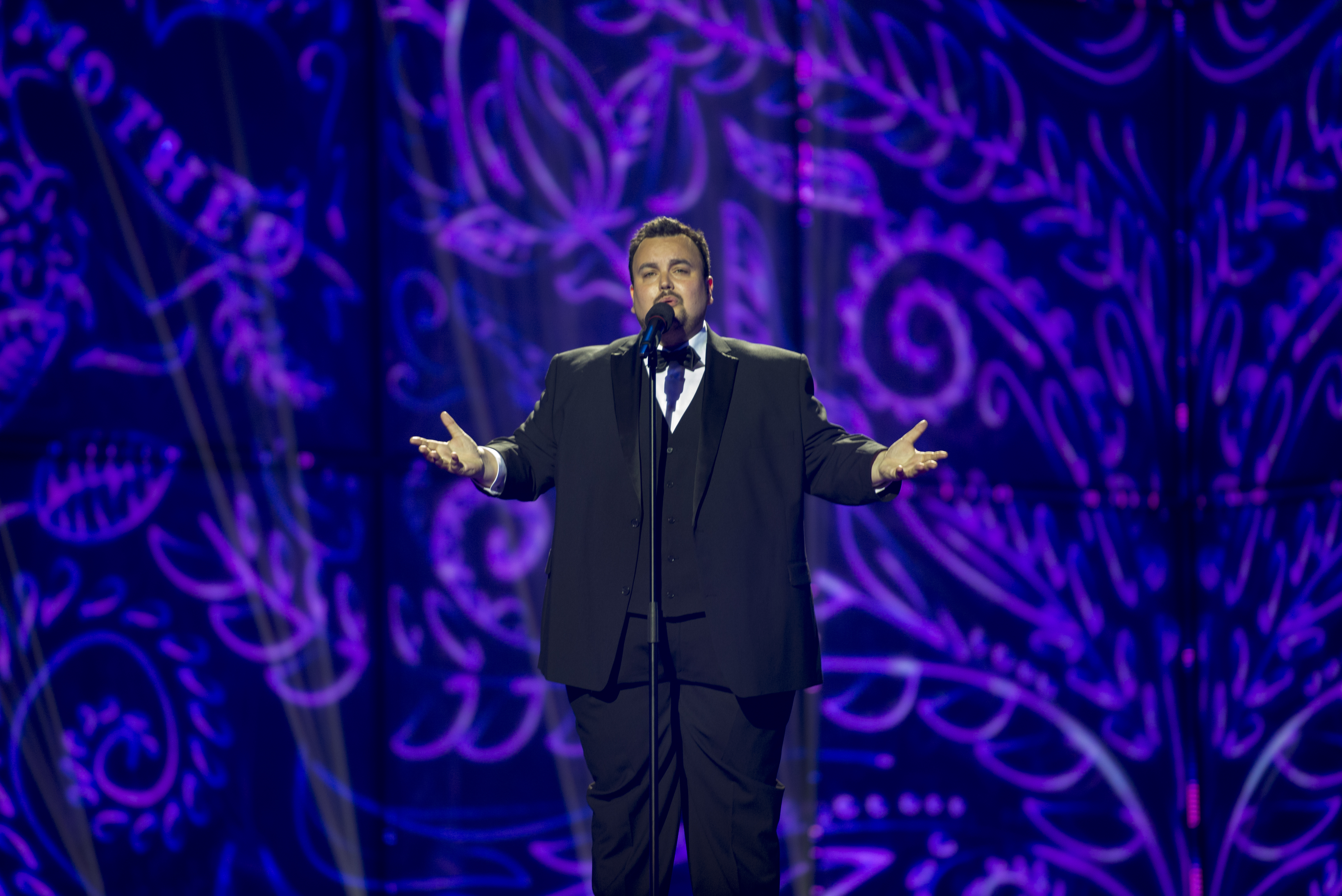
Axel Hirsoux 2014
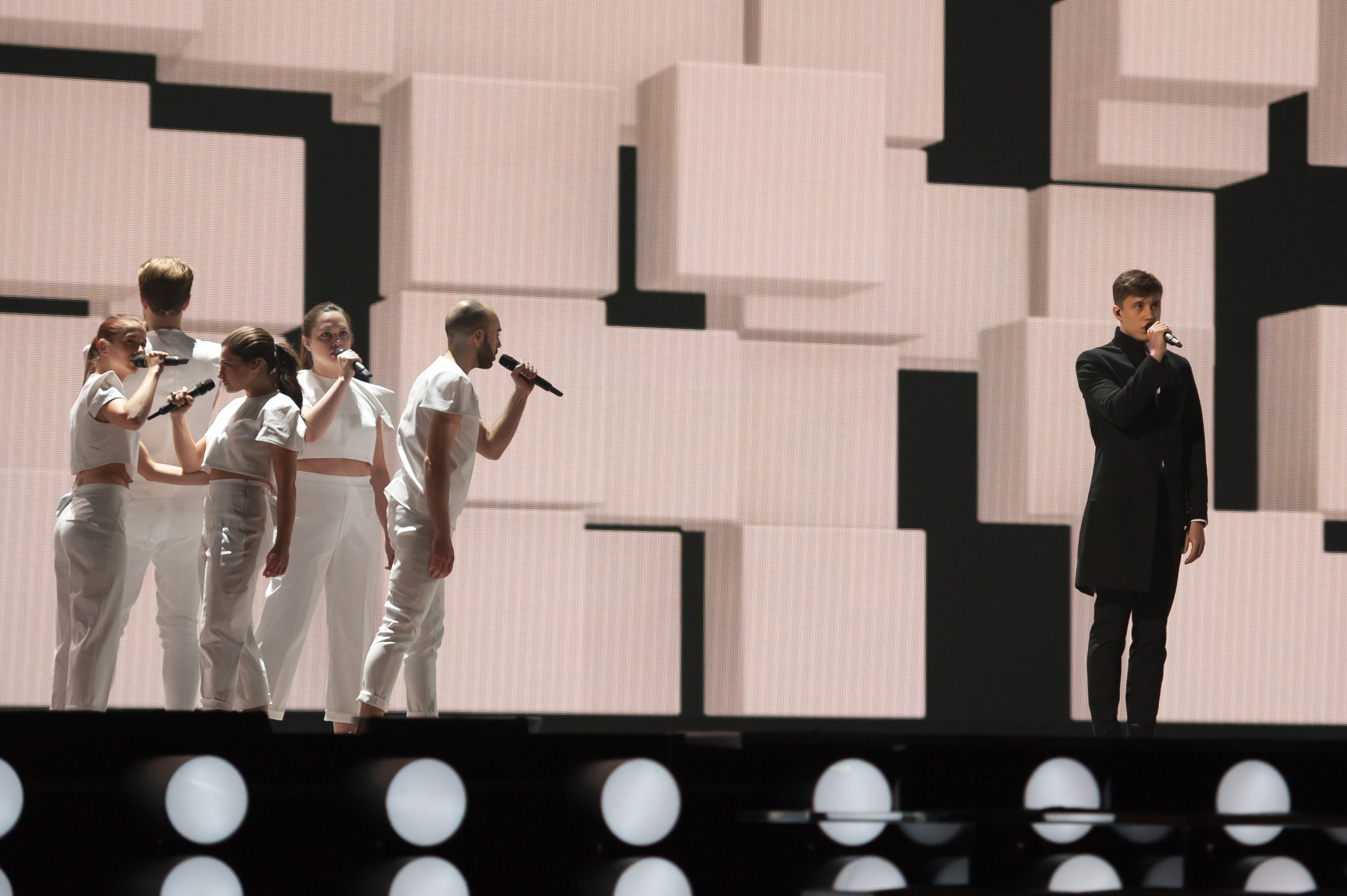
Loïc Nottet 2015
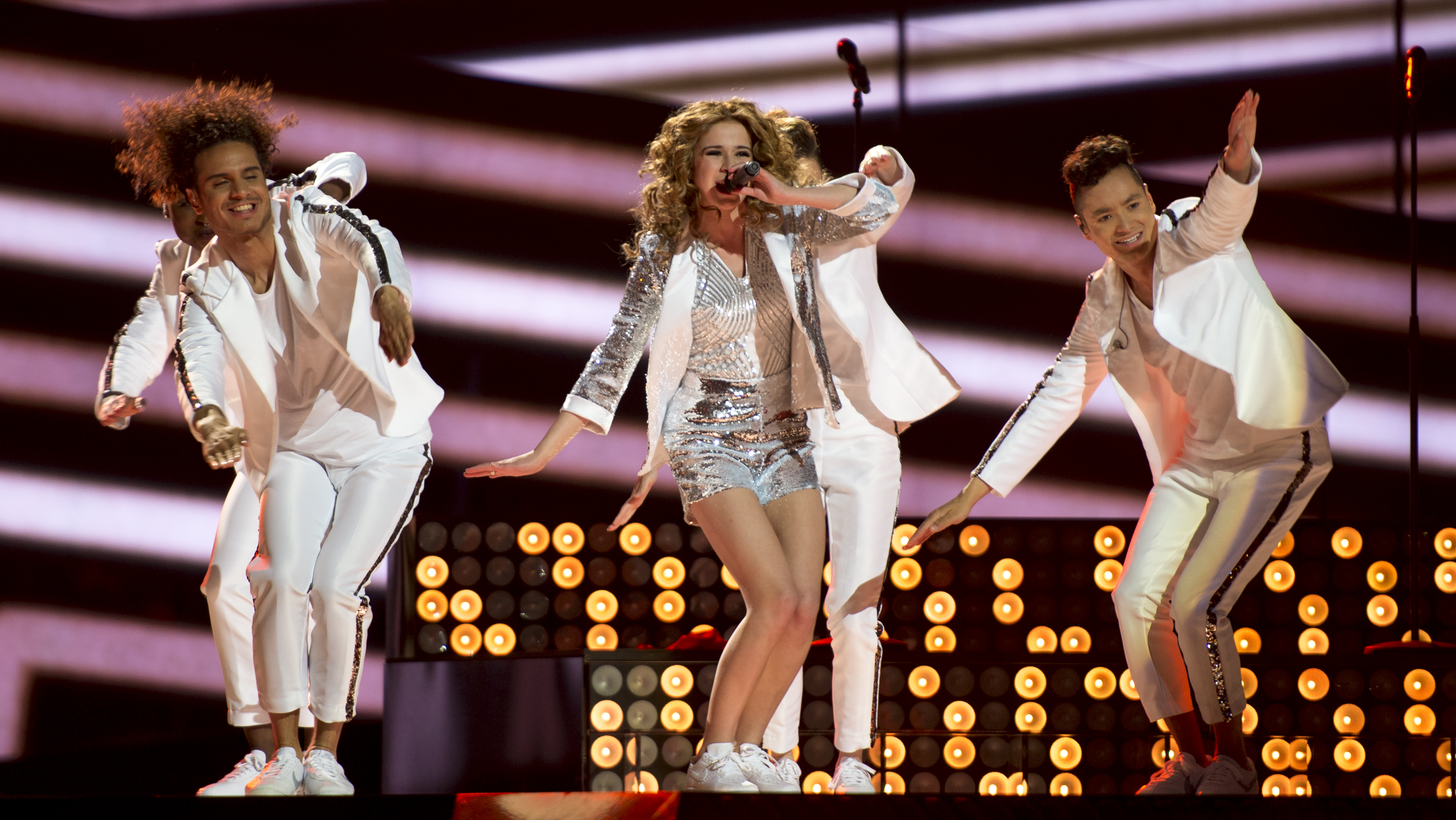
Laura Tesoro 2016
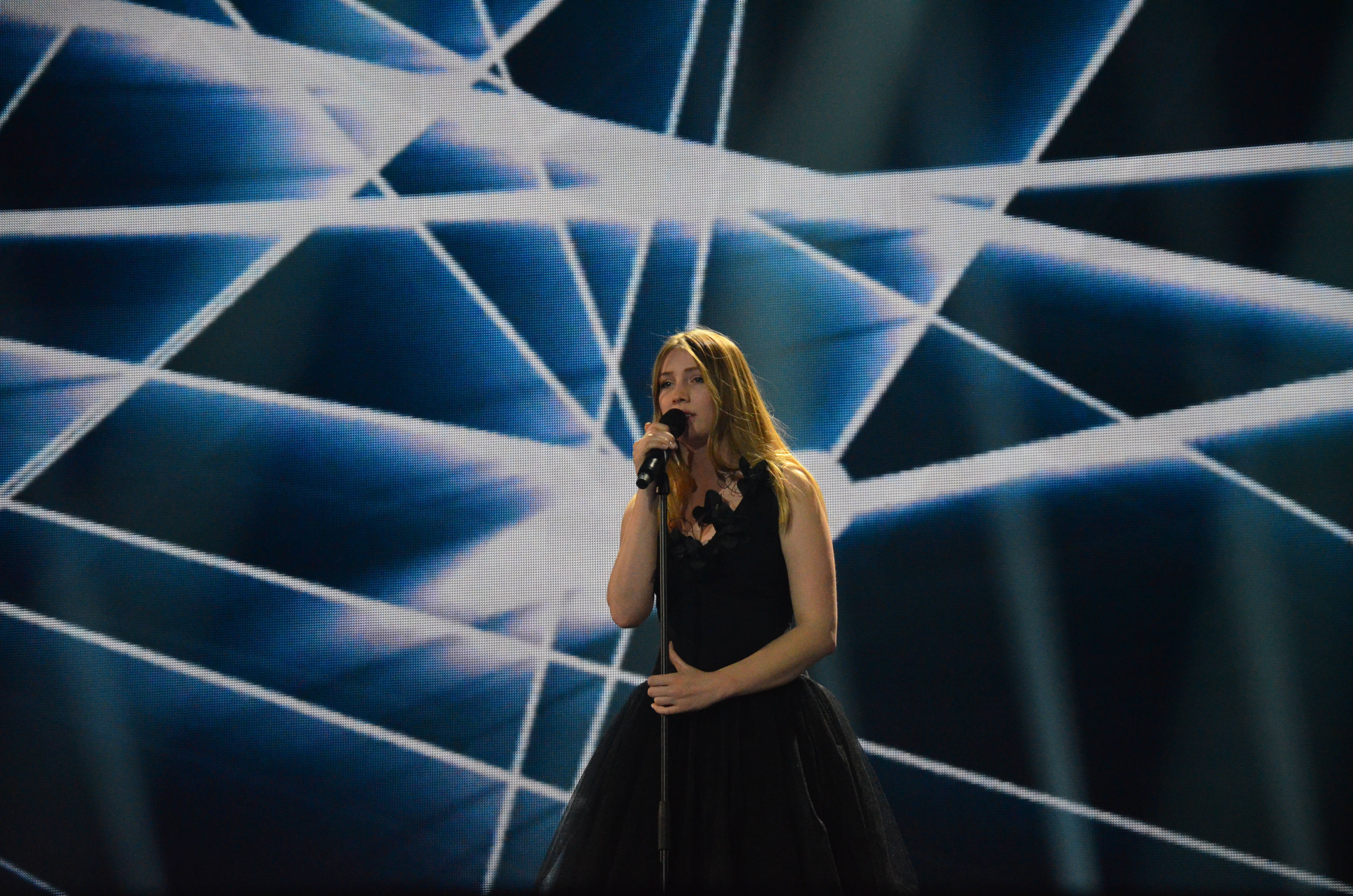
Blanche 2017
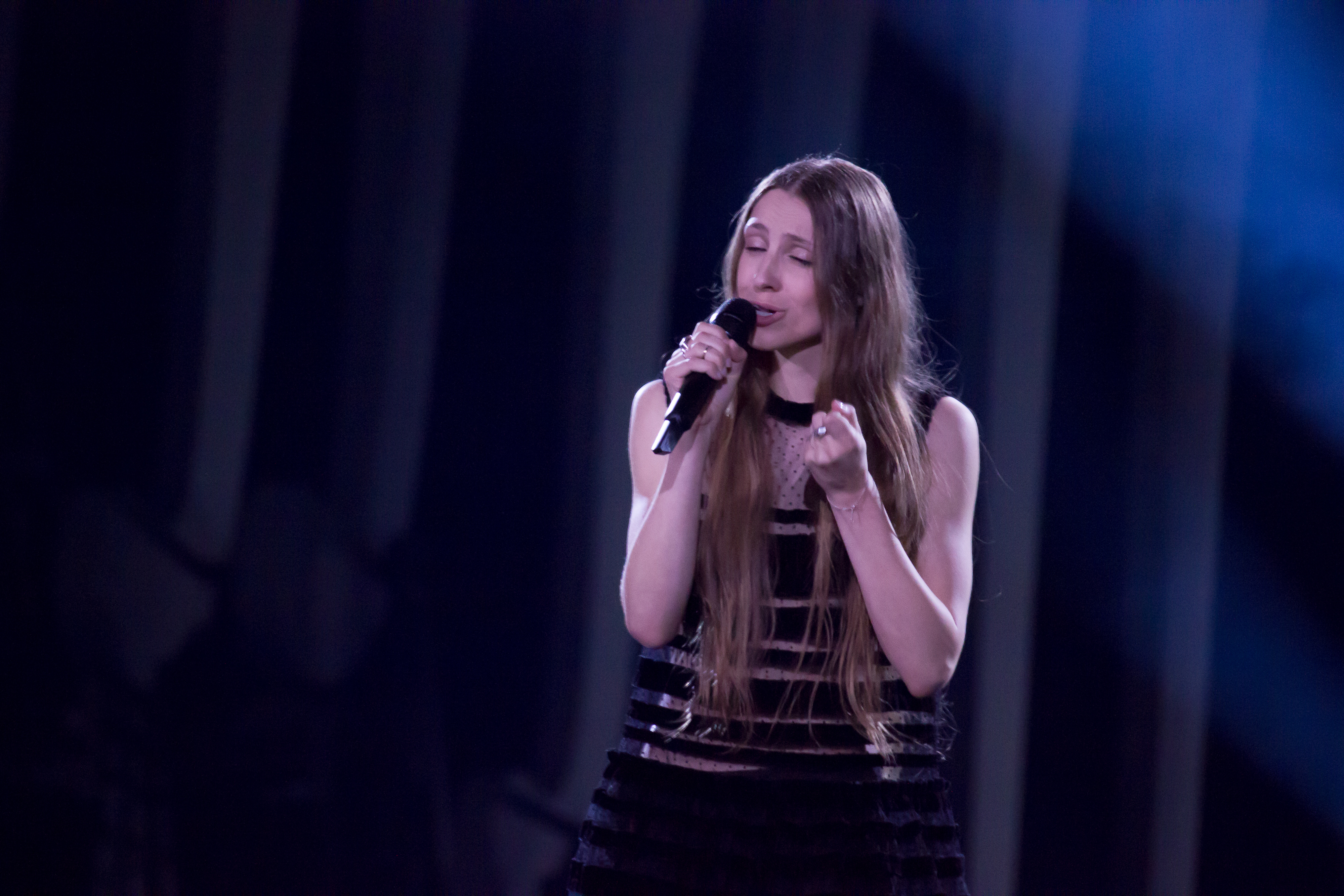
Sennek 2018
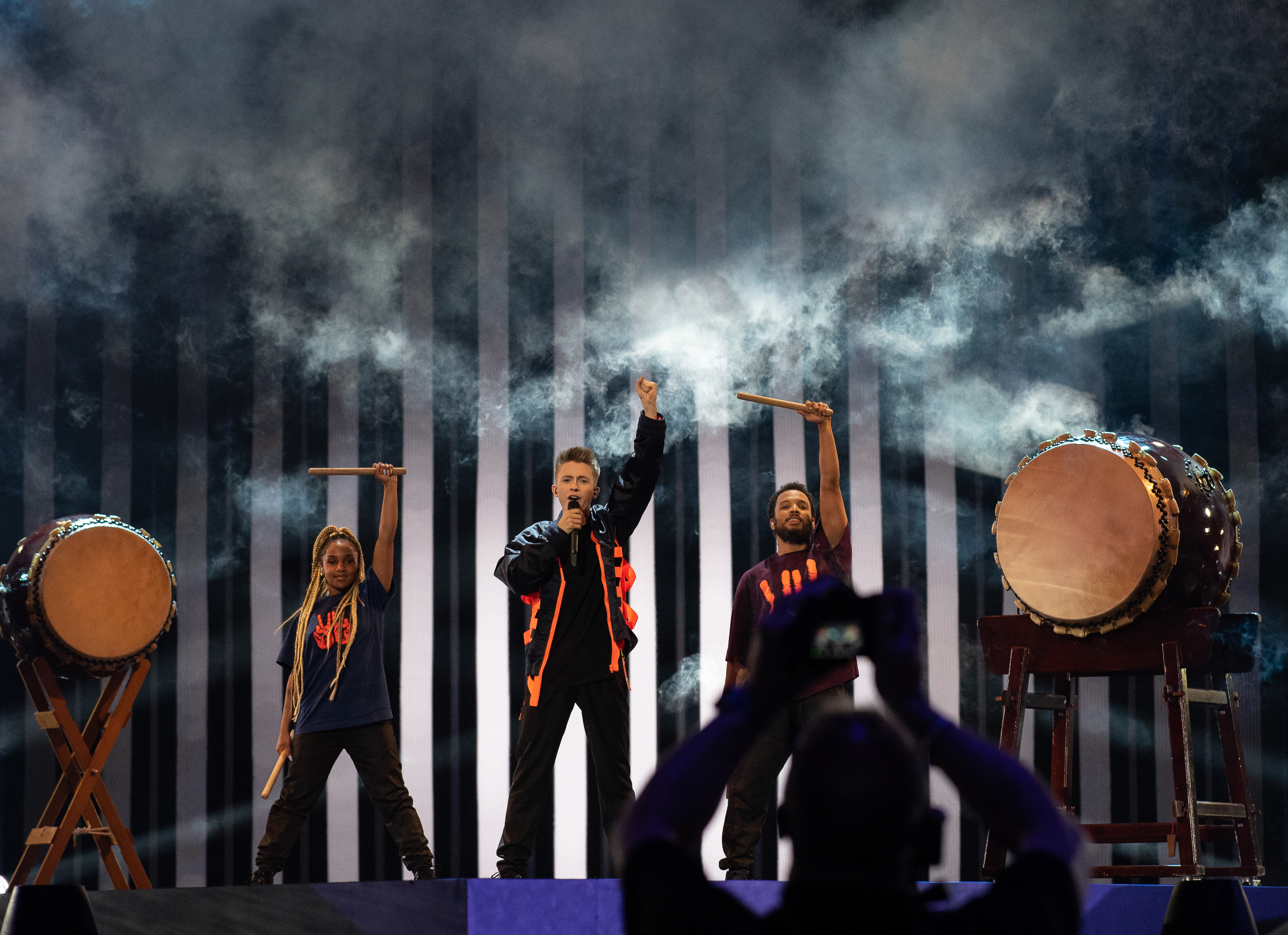
Eliot 2019
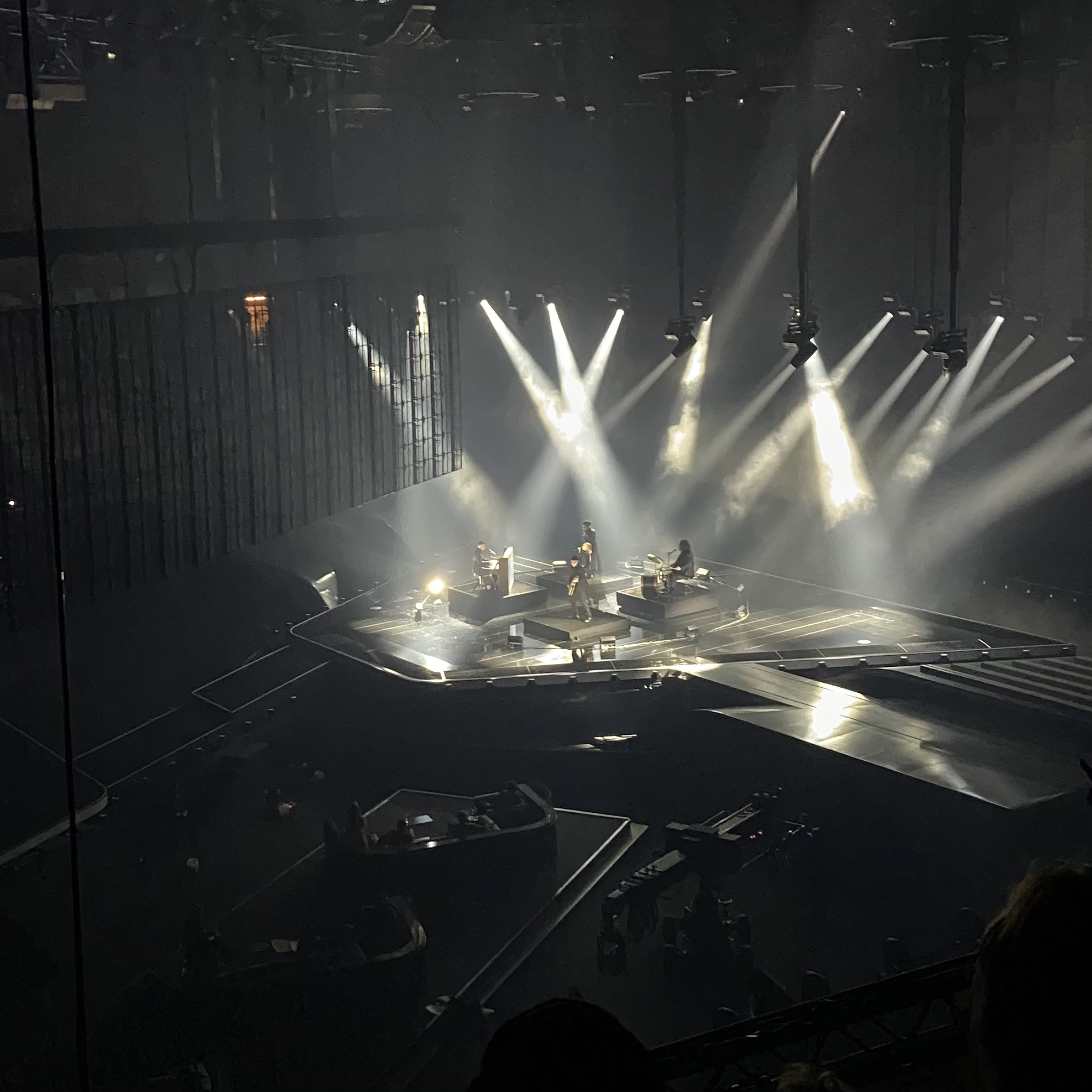
Hooverphonic 2021
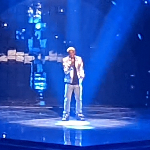
Jérémie Makiese 2022
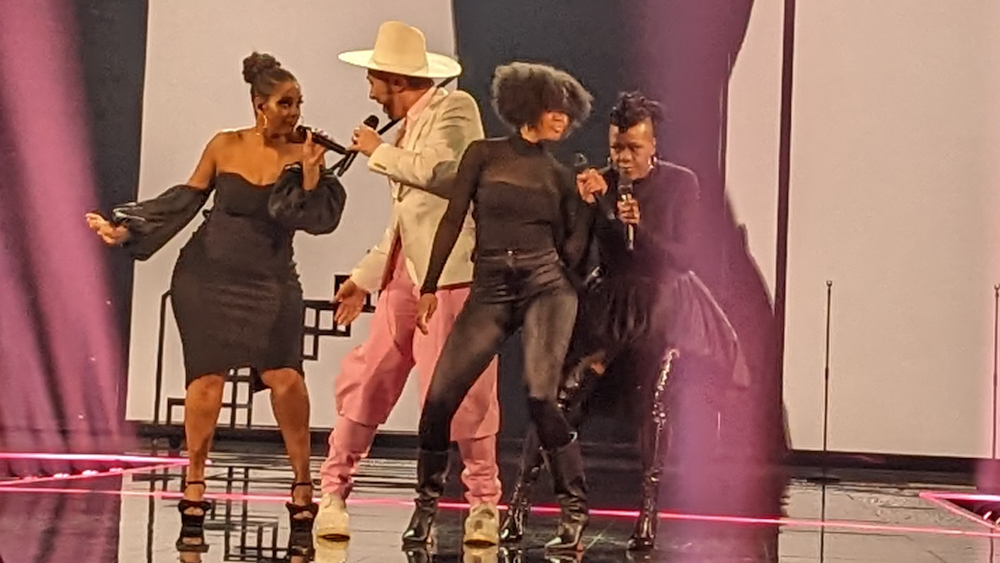
Gustaph 2023
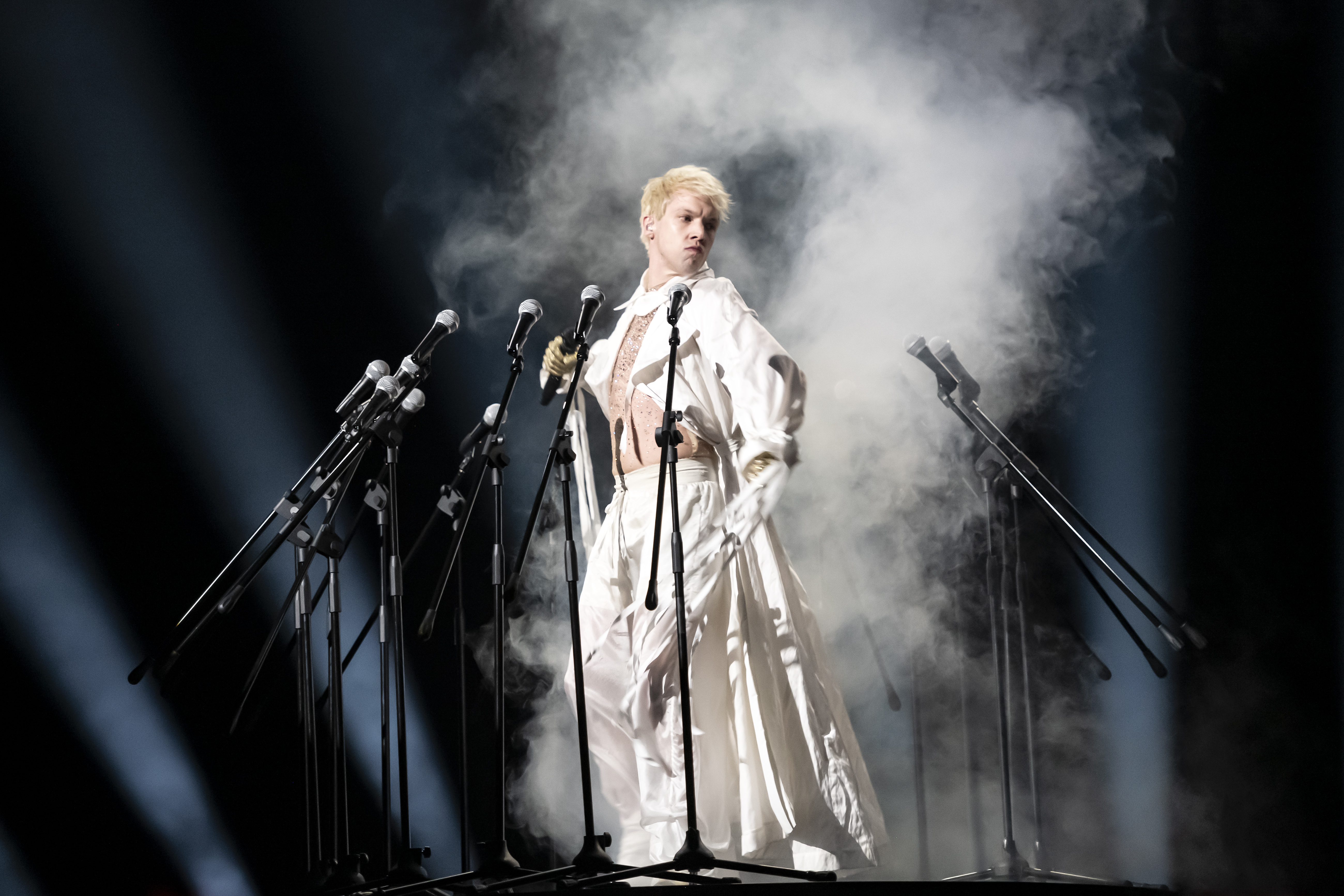
Mustii 2024
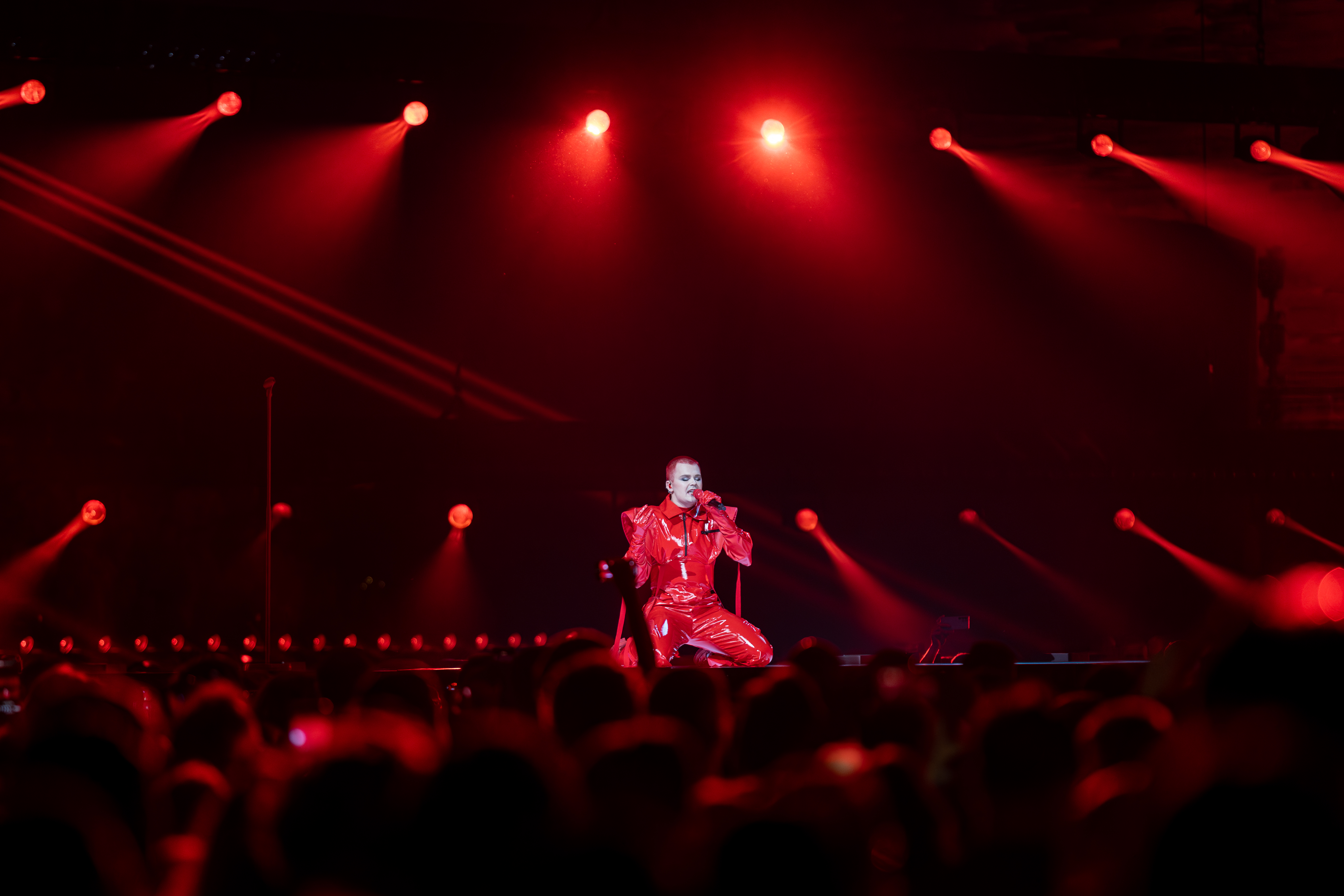
Red Sebastian 2025